# Ducado de Escalona
El ducado de Escalona es un título nobiliario español  creado por Enrique IV en 1472 a favor de Juan Pacheco, I marqués de Villena. Fernando VI le concedió la grandeza de España de primera clase en 1750, a favor de los XI duques, Juan Pablo López Pacheco Moscoso (1716-1751) y María Ana López Pacheco y Álvarez de Toledo Portugal. Su nombre se refiere al municipio castellano de Escalona (Toledo), en la provincia de Toledo.

## Duques de Escalona
|                                     | Titular                                                | Periodo                             |
| Creación por Enrique IV de Castilla | Creación por Enrique IV de Castilla                    | Creación por Enrique IV de Castilla |
| ----------------------------------- | ------------------------------------------------------ | ----------------------------------- |
| I                                   | Juan Pacheco                                           | 1472-1474                           |
| II                                  | Diego López Pacheco y Portocarrero                     | 1474-1529                           |
| III                                 | Diego López Pacheco y Enríquez                         | 1529-1556                           |
| IV                                  | Francisco López Pacheco de Cabrera y Bobadilla         | 1556-1574                           |
| V                                   | Juan Gaspar Fernández Pacheco                          | 1574-1615                           |
| VI                                  | Felipe Baltasar Fernández Pacheco                      | 1615-1633                           |
| VII                                 | Diego López Pacheco y Portugal                         | 1633-1653                           |
| VIII                                | Juan Manuel Fernández Pacheco                          | 1653-1725                           |
| IX                                  | Mercurio Antonio López Pacheco                         | 1725-1738                           |
| X                                   | Andrés Luis López-Pacheco y Osorio                     | 1738-1746                           |
| XI                                  | Juan Pablo López Pacheco y Osorio                      | 1746-1751                           |
| XII                                 | Felipe López-Pacheco y de la Cueva                     | 1751-1798                           |
| XIII                                | Diego Fernández de Velasco                             | 1798-1811                           |
| XIV                                 | Bernardino Fernández de Velasco                        | 1811-1851                           |
| XV                                  | Francisco de Borja Téllez-Girón y Fernández de Velasco | 1851-1897                           |
| XVI                                 | Mariano Téllez-Girón y Fernández de Córdoba            | 1898-1931                           |
| XVII                                | Francisco de Borja de Martorell y Téllez-Girón         | 1931-1936                           |
| XVIII                               | María de la Soledad de Martorell y Castillejo          | 1950-1961                           |
| XIX                                 | Ángela María Téllez-Girón y Duque de Estrada           | 1961-1966                           |
| XX                                  | Francisco de Borja de Soto y Martorell                 | 1966-1997                           |
| XXI                                 | Francisco de Borja de Soto y Moreno-Santamaría         | 1998-actual titular                 |

### Árbol genealógico
| \| \| \| \| \| \| \| \| \| \| \| \| \| \| \| \| \| Juan Pacheco, i marqués de Villena, i duque de Escalona (1419-1474) \| \| \| \| \| \| \| \| \| \| \| \| \| \| \| \| \| \| \| \| \| \| \| \| \| \| \| \| \| \| \| \| \| \| \| \| \| \| \| \| \| \| \| \| \| \| \| \| \| \| \| \| \| \| \| \| \| \| \| \| \| \| \| \| \| \| \| \| \| \| \| \| \| \| \| \| \| \| \| \| \| \| \| \| \| \| \| \| \| \| \| \| \| \| \| \| \| \| \| \| \| \| \| \| \| \| \| \| \| \| \| \| \| \| \| \| \| \| \| \| \| \| \| \| \| \| \| \| \| \| \| \| \| \| \| \| \| \| \| \| \| \| \| \| \| \| \| \| \| \| \| \| \| \| \| \| \| Diego López Pacheco, ii marqués de Villena, ii duque de Escalona (1456-1529) \| Diego López Pacheco, ii marqués de Villena, ii duque de Escalona (1456-1529) \| Diego López Pacheco, ii marqués de Villena, ii duque de Escalona (1456-1529) \| Diego López Pacheco, ii marqués de Villena, ii duque de Escalona (1456-1529) \| Diego López Pacheco, ii marqués de Villena, ii duque de Escalona (1456-1529) \| Diego López Pacheco, ii marqués de Villena, ii duque de Escalona (1456-1529) \| \| \| \| \| \| \| \| \| \| \| Alonso Téllez-Girón, ii señor de la Puebla de Montalbán († 1527) \| Alonso Téllez-Girón, ii señor de la Puebla de Montalbán († 1527) \| Alonso Téllez-Girón, ii señor de la Puebla de Montalbán († 1527) \| Alonso Téllez-Girón, ii señor de la Puebla de Montalbán († 1527) \| Alonso Téllez-Girón, ii señor de la Puebla de Montalbán († 1527) \| Alonso Téllez-Girón, ii señor de la Puebla de Montalbán († 1527) \| \| \| \| \| \| \| \| \| \| \| \| \| \| \| \| \| \| \| \| \| \| \| \| \| \| \| \| \| \| \| \| \| \| Diego López Pacheco, ii marqués de Villena, ii duque de Escalona (1456-1529) \| Diego López Pacheco, ii marqués de Villena, ii duque de Escalona (1456-1529) \| Diego López Pacheco, ii marqués de Villena, ii duque de Escalona (1456-1529) \| Diego López Pacheco, ii marqués de Villena, ii duque de Escalona (1456-1529) \| Diego López Pacheco, ii marqués de Villena, ii duque de Escalona (1456-1529) \| Diego López Pacheco, ii marqués de Villena, ii duque de Escalona (1456-1529) \| \| \| \| \| \| \| \| \| \| \| Alonso Téllez-Girón, ii señor de la Puebla de Montalbán († 1527) \| Alonso Téllez-Girón, ii señor de la Puebla de Montalbán († 1527) \| Alonso Téllez-Girón, ii señor de la Puebla de Montalbán († 1527) \| Alonso Téllez-Girón, ii señor de la Puebla de Montalbán († 1527) \| Alonso Téllez-Girón, ii señor de la Puebla de Montalbán († 1527) \| Alonso Téllez-Girón, ii señor de la Puebla de Montalbán († 1527) \| \| \| \| \| \| \| \| \| \| \| \| \| \| \| \| \| \| \| \| \| \| \| \| \| \| \| \| \| \| \| \| \| \| Diego López Pacheco, iii marqués de Villena, iii duque de Escalona (1503-1556) \| Diego López Pacheco, iii marqués de Villena, iii duque de Escalona (1503-1556) \| Diego López Pacheco, iii marqués de Villena, iii duque de Escalona (1503-1556) \| Diego López Pacheco, iii marqués de Villena, iii duque de Escalona (1503-1556) \| Diego López Pacheco, iii marqués de Villena, iii duque de Escalona (1503-1556) \| Diego López Pacheco, iii marqués de Villena, iii duque de Escalona (1503-1556) \| \| \| \| \| \| \| \| \| \| \| Juan Pacheco y Guevara \| Juan Pacheco y Guevara \| Juan Pacheco y Guevara \| Juan Pacheco y Guevara \| Juan Pacheco y Guevara \| Juan Pacheco y Guevara \| \| \| \| \| \| \| \| \| \| \| \| \| \| \| \| \| \| \| \| \| \| \| \| \| \| \| \| \| \| \| \| \| \| Diego López Pacheco, iii marqués de Villena, iii duque de Escalona (1503-1556) \| Diego López Pacheco, iii marqués de Villena, iii duque de Escalona (1503-1556) \| Diego López Pacheco, iii marqués de Villena, iii duque de Escalona (1503-1556) \| Diego López Pacheco, iii marqués de Villena, iii duque de Escalona (1503-1556) \| Diego López Pacheco, iii marqués de Villena, iii duque de Escalona (1503-1556) \| Diego López Pacheco, iii marqués de Villena, iii duque de Escalona (1503-1556) \| \| \| \| \| \| \| \| \| \| \| Juan Pacheco y Guevara \| Juan Pacheco y Guevara \| Juan Pacheco y Guevara \| Juan Pacheco y Guevara \| Juan Pacheco y Guevara \| Juan Pacheco y Guevara \| \| \| \| \| \| \| \| \| \| \| \| \| \| \| \| \| \| \| \| \| \| \| \| \| \| \| \| \| \| \| \| \| \| Francisco López Pacheco, iv marqués de Villena, iv duque de Escalona (1532-1574) \| Francisco López Pacheco, iv marqués de Villena, iv duque de Escalona (1532-1574) \| Francisco López Pacheco, iv marqués de Villena, iv duque de Escalona (1532-1574) \| Francisco López Pacheco, iv marqués de Villena, iv duque de Escalona (1532-1574) \| Francisco López Pacheco, iv marqués de Villena, iv duque de Escalona (1532-1574) \| Francisco López Pacheco, iv marqués de Villena, iv duque de Escalona (1532-1574) \| \| \| \| \| \| \| \| \| \| \| Alonso Téllez-Girón, iii señor de la Puebla de Montalbán \| Alonso Téllez-Girón, iii señor de la Puebla de Montalbán \| Alonso Téllez-Girón, iii señor de la Puebla de Montalbán \| Alonso Téllez-Girón, iii señor de la Puebla de Montalbán \| Alonso Téllez-Girón, iii señor de la Puebla de Montalbán \| Alonso Téllez-Girón, iii señor de la Puebla de Montalbán \| \| \| \| \| \| \| \| \| \| \| \| \| \| \| \| \| \| \| \| \| \| \| \| \| \| \| \| \| \| \| \| \| \| Francisco López Pacheco, iv marqués de Villena, iv duque de Escalona (1532-1574) \| Francisco López Pacheco, iv marqués de Villena, iv duque de Escalona (1532-1574) \| Francisco López Pacheco, iv marqués de Villena, iv duque de Escalona (1532-1574) \| Francisco López Pacheco, iv marqués de Villena, iv duque de Escalona (1532-1574) \| Francisco López Pacheco, iv marqués de Villena, iv duque de Escalona (1532-1574) \| Francisco López Pacheco, iv marqués de Villena, iv duque de Escalona (1532-1574) \| \| \| \| \| \| \| \| \| \| \| Alonso Téllez-Girón, iii señor de la Puebla de Montalbán \| Alonso Téllez-Girón, iii señor de la Puebla de Montalbán \| Alonso Téllez-Girón, iii señor de la Puebla de Montalbán \| Alonso Téllez-Girón, iii señor de la Puebla de Montalbán \| Alonso Téllez-Girón, iii señor de la Puebla de Montalbán \| Alonso Téllez-Girón, iii señor de la Puebla de Montalbán \| \| \| \| \| \| \| \| \| \| \| \| \| \| \| \| \| \| \| \| \| \| \| \| \| \| \| \| \| \| \| \| \| \| Juan Gaspar Fernández Pacheco, v marqués de Villena, v duque de Escalona (1563-1615) \| Juan Gaspar Fernández Pacheco, v marqués de Villena, v duque de Escalona (1563-1615) \| Juan Gaspar Fernández Pacheco, v marqués de Villena, v duque de Escalona (1563-1615) \| Juan Gaspar Fernández Pacheco, v marqués de Villena, v duque de Escalona (1563-1615) \| Juan Gaspar Fernández Pacheco, v marqués de Villena, v duque de Escalona (1563-1615) \| Juan Gaspar Fernández Pacheco, v marqués de Villena, v duque de Escalona (1563-1615) \| \| \| \| \| \| \| \| \| \| \| Juan Pacheco, i conde de la Puebla de Montalbán († 1590) \| Juan Pacheco, i conde de la Puebla de Montalbán († 1590) \| Juan Pacheco, i conde de la Puebla de Montalbán († 1590) \| Juan Pacheco, i conde de la Puebla de Montalbán († 1590) \| Juan Pacheco, i conde de la Puebla de Montalbán († 1590) \| Juan Pacheco, i conde de la Puebla de Montalbán († 1590) \| \| \| \| \| \| \| \| \| \| \| \| \| \| \| \| \| \| \| \| \| \| \| \| \| \| \| \| \| \| \| \| \| \| Juan Gaspar Fernández Pacheco, v marqués de Villena, v duque de Escalona (1563-1615) \| Juan Gaspar Fernández Pacheco, v marqués de Villena, v duque de Escalona (1563-1615) \| Juan Gaspar Fernández Pacheco, v marqués de Villena, v duque de Escalona (1563-1615) \| Juan Gaspar Fernández Pacheco, v marqués de Villena, v duque de Escalona (1563-1615) \| Juan Gaspar Fernández Pacheco, v marqués de Villena, v duque de Escalona (1563-1615) \| Juan Gaspar Fernández Pacheco, v marqués de Villena, v duque de Escalona (1563-1615) \| \| \| \| \| \| \| \| \| \| \| Juan Pacheco, i conde de la Puebla de Montalbán († 1590) \| Juan Pacheco, i conde de la Puebla de Montalbán († 1590) \| Juan Pacheco, i conde de la Puebla de Montalbán († 1590) \| Juan Pacheco, i conde de la Puebla de Montalbán († 1590) \| Juan Pacheco, i conde de la Puebla de Montalbán († 1590) \| Juan Pacheco, i conde de la Puebla de Montalbán († 1590) \| \| \| \| \| \| \| \| \| \| \| \| \| \| \| \| \| \| \| \| \| \| \| \| \| \| \| \| \| \| \| \| \| \| \| \| \| \| \| \| \| \| \| \| \| \| \| \| \| \| \| \| \| \| \| \| \| \| \| \| \| \| \| \| \| \| \| \| \| \| \| \| \| \| \| \| \| \| \| \| \| Felipe Baltasar Fernández Pacheco, vi marqués de Villena, vi duque de Escalona (1596-1633) \| Felipe Baltasar Fernández Pacheco, vi marqués de Villena, vi duque de Escalona (1596-1633) \| Felipe Baltasar Fernández Pacheco, vi marqués de Villena, vi duque de Escalona (1596-1633) \| Felipe Baltasar Fernández Pacheco, vi marqués de Villena, vi duque de Escalona (1596-1633) \| Felipe Baltasar Fernández Pacheco, vi marqués de Villena, vi duque de Escalona (1596-1633) \| Felipe Baltasar Fernández Pacheco, vi marqués de Villena, vi duque de Escalona (1596-1633) \| \| \| Diego López Pacheco, vii marqués de Villena, vii duque de Escalona (1599-1653) \| Diego López Pacheco, vii marqués de Villena, vii duque de Escalona (1599-1653) \| Diego López Pacheco, vii marqués de Villena, vii duque de Escalona (1599-1653) \| Diego López Pacheco, vii marqués de Villena, vii duque de Escalona (1599-1653) \| Diego López Pacheco, vii marqués de Villena, vii duque de Escalona (1599-1653) \| Diego López Pacheco, vii marqués de Villena, vii duque de Escalona (1599-1653) \| \| \| \| \| \| \| \| \| \| \| Alonso Téllez-Girón y Toledo (1555-1590) \| Alonso Téllez-Girón y Toledo (1555-1590) \| Alonso Téllez-Girón y Toledo (1555-1590) \| Alonso Téllez-Girón y Toledo (1555-1590) \| Alonso Téllez-Girón y Toledo (1555-1590) \| Alonso Téllez-Girón y Toledo (1555-1590) \| \| \| \| \| \| \| \| \| \| \| \| \| \| \| \| \| \| \| \| \| \| \| \| \| \| Felipe Baltasar Fernández Pacheco, vi marqués de Villena, vi duque de Escalona (1596-1633) \| Felipe Baltasar Fernández Pacheco, vi marqués de Villena, vi duque de Escalona (1596-1633) \| Felipe Baltasar Fernández Pacheco, vi marqués de Villena, vi duque de Escalona (1596-1633) \| Felipe Baltasar Fernández Pacheco, vi marqués de Villena, vi duque de Escalona (1596-1633) \| Felipe Baltasar Fernández Pacheco, vi marqués de Villena, vi duque de Escalona (1596-1633) \| Felipe Baltasar Fernández Pacheco, vi marqués de Villena, vi duque de Escalona (1596-1633) \| \| \| Diego López Pacheco, vii marqués de Villena, vii duque de Escalona (1599-1653) \| Diego López Pacheco, vii marqués de Villena, vii duque de Escalona (1599-1653) \| Diego López Pacheco, vii marqués de Villena, vii duque de Escalona (1599-1653) \| Diego López Pacheco, vii marqués de Villena, vii duque de Escalona (1599-1653) \| Diego López Pacheco, vii marqués de Villena, vii duque de Escalona (1599-1653) \| Diego López Pacheco, vii marqués de Villena, vii duque de Escalona (1599-1653) \| \| \| \| \| \| \| \| \| \| \| Alonso Téllez-Girón y Toledo (1555-1590) \| Alonso Téllez-Girón y Toledo (1555-1590) \| Alonso Téllez-Girón y Toledo (1555-1590) \| Alonso Téllez-Girón y Toledo (1555-1590) \| Alonso Téllez-Girón y Toledo (1555-1590) \| Alonso Téllez-Girón y Toledo (1555-1590) \| \| \| \| \| \| \| \| \| \| \| \| \| \| \| \| \| \| \| \| \| \| \| \| \| \| \| \| \| \| \| \| \| \| Juan Manuel Fernández Pacheco, viii marqués de Villena, viii duque de Escalona (1650-1725) \| Juan Manuel Fernández Pacheco, viii marqués de Villena, viii duque de Escalona (1650-1725) \| Juan Manuel Fernández Pacheco, viii marqués de Villena, viii duque de Escalona (1650-1725) \| Juan Manuel Fernández Pacheco, viii marqués de Villena, viii duque de Escalona (1650-1725) \| Juan Manuel Fernández Pacheco, viii marqués de Villena, viii duque de Escalona (1650-1725) \| Juan Manuel Fernández Pacheco, viii marqués de Villena, viii duque de Escalona (1650-1725) \| \| \| \| \| \| \| \| \| \| \| Juan Pacheco, ii conde de la Puebla de Montalbán (1590-1666) \| Juan Pacheco, ii conde de la Puebla de Montalbán (1590-1666) \| Juan Pacheco, ii conde de la Puebla de Montalbán (1590-1666) \| Juan Pacheco, ii conde de la Puebla de Montalbán (1590-1666) \| Juan Pacheco, ii conde de la Puebla de Montalbán (1590-1666) \| Juan Pacheco, ii conde de la Puebla de Montalbán (1590-1666) \| \| \| \| \| \| \| \| \| \| \| \| \| \| \| \| \| \| \| \| \| \| \| \| \| \| \| \| \| \| \| \| \| \| Juan Manuel Fernández Pacheco, viii marqués de Villena, viii duque de Escalona (1650-1725) \| Juan Manuel Fernández Pacheco, viii marqués de Villena, viii duque de Escalona (1650-1725) \| Juan Manuel Fernández Pacheco, viii marqués de Villena, viii duque de Escalona (1650-1725) \| Juan Manuel Fernández Pacheco, viii marqués de Villena, viii duque de Escalona (1650-1725) \| Juan Manuel Fernández Pacheco, viii marqués de Villena, viii duque de Escalona (1650-1725) \| Juan Manuel Fernández Pacheco, viii marqués de Villena, viii duque de Escalona (1650-1725) \| \| \| \| \| \| \| \| \| \| \| Juan Pacheco, ii conde de la Puebla de Montalbán (1590-1666) \| Juan Pacheco, ii conde de la Puebla de Montalbán (1590-1666) \| Juan Pacheco, ii conde de la Puebla de Montalbán (1590-1666) \| Juan Pacheco, ii conde de la Puebla de Montalbán (1590-1666) \| Juan Pacheco, ii conde de la Puebla de Montalbán (1590-1666) \| Juan Pacheco, ii conde de la Puebla de Montalbán (1590-1666) \| \| \| \| \| \| \| \| \| \| \| \| \| \| \| \| \| \| \| \| \| \| \| \| \| \| \| \| \| \| \| \| \| \| \| \| \| \| \| \| \| \| \| \| \| \| \| \| \| \| \| \| \| \| \| \| \| \| \| \| \| \| \| \| \| \| \| \| \| \| \| \| \| \| \| \| \| \| \| \| \| \| \| \| \| \| \| \| \| Mercurio Antonio López Pacheco, ix marqués de Villena, ix duque de Escalona (1679-1738) \| Mercurio Antonio López Pacheco, ix marqués de Villena, ix duque de Escalona (1679-1738) \| Mercurio Antonio López Pacheco, ix marqués de Villena, ix duque de Escalona (1679-1738) \| Mercurio Antonio López Pacheco, ix marqués de Villena, ix duque de Escalona (1679-1738) \| Mercurio Antonio López Pacheco, ix marqués de Villena, ix duque de Escalona (1679-1738) \| Mercurio Antonio López Pacheco, ix marqués de Villena, ix duque de Escalona (1679-1738) \| \| \| Marciano Fernández Pacheco, xii marqués de Moya (1688-1743) \| Marciano Fernández Pacheco, xii marqués de Moya (1688-1743) \| Marciano Fernández Pacheco, xii marqués de Moya (1688-1743) \| Marciano Fernández Pacheco, xii marqués de Moya (1688-1743) \| Marciano Fernández Pacheco, xii marqués de Moya (1688-1743) \| Marciano Fernández Pacheco, xii marqués de Moya (1688-1743) \| \| \| Melchor Téllez-Girón y Pacheco (1620-1650) \| Melchor Téllez-Girón y Pacheco (1620-1650) \| Melchor Téllez-Girón y Pacheco (1620-1650) \| Melchor Téllez-Girón y Pacheco (1620-1650) \| Melchor Téllez-Girón y Pacheco (1620-1650) \| Melchor Téllez-Girón y Pacheco (1620-1650) \| \| \| \| \| \| \| \| \| \| \| \| \| \| \| \| \| \| \| \| \| \| \| \| \| \| \| \| \| \| \| \| \| \| Mercurio Antonio López Pacheco, ix marqués de Villena, ix duque de Escalona (1679-1738) \| Mercurio Antonio López Pacheco, ix marqués de Villena, ix duque de Escalona (1679-1738) \| Mercurio Antonio López Pacheco, ix marqués de Villena, ix duque de Escalona (1679-1738) \| Mercurio Antonio López Pacheco, ix marqués de Villena, ix duque de Escalona (1679-1738) \| Mercurio Antonio López Pacheco, ix marqués de Villena, ix duque de Escalona (1679-1738) \| Mercurio Antonio López Pacheco, ix marqués de Villena, ix duque de Escalona (1679-1738) \| \| \| Marciano Fernández Pacheco, xii marqués de Moya (1688-1743) \| Marciano Fernández Pacheco, xii marqués de Moya (1688-1743) \| Marciano Fernández Pacheco, xii marqués de Moya (1688-1743) \| Marciano Fernández Pacheco, xii marqués de Moya (1688-1743) \| Marciano Fernández Pacheco, xii marqués de Moya (1688-1743) \| Marciano Fernández Pacheco, xii marqués de Moya (1688-1743) \| \| \| Melchor Téllez-Girón y Pacheco (1620-1650) \| Melchor Téllez-Girón y Pacheco (1620-1650) \| Melchor Téllez-Girón y Pacheco (1620-1650) \| Melchor Téllez-Girón y Pacheco (1620-1650) \| Melchor Téllez-Girón y Pacheco (1620-1650) \| Melchor Téllez-Girón y Pacheco (1620-1650) \| \| \| \| \| \| \| \| \| \| \| \| \| \| \| \| \| \| \| \| \| \| \| \| \| \| \| \| \| \| \| \| \| \| \| \| \| \| \| \| \| \| \| \| \| \| \| \| \| \| \| \| \| \| \| \| \| \| \| \| \| \| \| \| \| \| \| \| \| \| \| \| \| \| \| \| \| \| \| \| \| Andrés Luis López Pacheco, x marqués de Villena, x duque de Escalona (1710-1746) \| Andrés Luis López Pacheco, x marqués de Villena, x duque de Escalona (1710-1746) \| Andrés Luis López Pacheco, x marqués de Villena, x duque de Escalona (1710-1746) \| Andrés Luis López Pacheco, x marqués de Villena, x duque de Escalona (1710-1746) \| Andrés Luis López Pacheco, x marqués de Villena, x duque de Escalona (1710-1746) \| Andrés Luis López Pacheco, x marqués de Villena, x duque de Escalona (1710-1746) \| \| \| Juan Pablo López Pacheco, xi marqués de Villena, xi duque de Escalona (1716-1751) \| Juan Pablo López Pacheco, xi marqués de Villena, xi duque de Escalona (1716-1751) \| Juan Pablo López Pacheco, xi marqués de Villena, xi duque de Escalona (1716-1751) \| Juan Pablo López Pacheco, xi marqués de Villena, xi duque de Escalona (1716-1751) \| Juan Pablo López Pacheco, xi marqués de Villena, xi duque de Escalona (1716-1751) \| Juan Pablo López Pacheco, xi marqués de Villena, xi duque de Escalona (1716-1751) \| \| \| Felipe López Pacheco, xii marqués de Villena, xii duque de Escalona (1727-1798) \| Felipe López Pacheco, xii marqués de Villena, xii duque de Escalona (1727-1798) \| Felipe López Pacheco, xii marqués de Villena, xii duque de Escalona (1727-1798) \| Felipe López Pacheco, xii marqués de Villena, xii duque de Escalona (1727-1798) \| Felipe López Pacheco, xii marqués de Villena, xii duque de Escalona (1727-1798) \| Felipe López Pacheco, xii marqués de Villena, xii duque de Escalona (1727-1798) \| \| \| Juan Francisco Pacheco Téllez-Girón, duque de Uceda, iii conde de la Puebla de Montalbán (1649-1718) \| Juan Francisco Pacheco Téllez-Girón, duque de Uceda, iii conde de la Puebla de Montalbán (1649-1718) \| Juan Francisco Pacheco Téllez-Girón, duque de Uceda, iii conde de la Puebla de Montalbán (1649-1718) \| Juan Francisco Pacheco Téllez-Girón, duque de Uceda, iii conde de la Puebla de Montalbán (1649-1718) \| Juan Francisco Pacheco Téllez-Girón, duque de Uceda, iii conde de la Puebla de Montalbán (1649-1718) \| Juan Francisco Pacheco Téllez-Girón, duque de Uceda, iii conde de la Puebla de Montalbán (1649-1718) \| \| \| \| \| \| \| \| \| \| \| \| \| \| \| \| \| \| \| \| \| \| \| \| \| \| Andrés Luis López Pacheco, x marqués de Villena, x duque de Escalona (1710-1746) \| Andrés Luis López Pacheco, x marqués de Villena, x duque de Escalona (1710-1746) \| Andrés Luis López Pacheco, x marqués de Villena, x duque de Escalona (1710-1746) \| Andrés Luis López Pacheco, x marqués de Villena, x duque de Escalona (1710-1746) \| Andrés Luis López Pacheco, x marqués de Villena, x duque de Escalona (1710-1746) \| Andrés Luis López Pacheco, x marqués de Villena, x duque de Escalona (1710-1746) \| \| \| Juan Pablo López Pacheco, xi marqués de Villena, xi duque de Escalona (1716-1751) \| Juan Pablo López Pacheco, xi marqués de Villena, xi duque de Escalona (1716-1751) \| Juan Pablo López Pacheco, xi marqués de Villena, xi duque de Escalona (1716-1751) \| Juan Pablo López Pacheco, xi marqués de Villena, xi duque de Escalona (1716-1751) \| Juan Pablo López Pacheco, xi marqués de Villena, xi duque de Escalona (1716-1751) \| Juan Pablo López Pacheco, xi marqués de Villena, xi duque de Escalona (1716-1751) \| \| \| Felipe López Pacheco, xii marqués de Villena, xii duque de Escalona (1727-1798) \| Felipe López Pacheco, xii marqués de Villena, xii duque de Escalona (1727-1798) \| Felipe López Pacheco, xii marqués de Villena, xii duque de Escalona (1727-1798) \| Felipe López Pacheco, xii marqués de Villena, xii duque de Escalona (1727-1798) \| Felipe López Pacheco, xii marqués de Villena, xii duque de Escalona (1727-1798) \| Felipe López Pacheco, xii marqués de Villena, xii duque de Escalona (1727-1798) \| \| \| Juan Francisco Pacheco Téllez-Girón, duque de Uceda, iii conde de la Puebla de Montalbán (1649-1718) \| Juan Francisco Pacheco Téllez-Girón, duque de Uceda, iii conde de la Puebla de Montalbán (1649-1718) \| Juan Francisco Pacheco Téllez-Girón, duque de Uceda, iii conde de la Puebla de Montalbán (1649-1718) \| Juan Francisco Pacheco Téllez-Girón, duque de Uceda, iii conde de la Puebla de Montalbán (1649-1718) \| Juan Francisco Pacheco Téllez-Girón, duque de Uceda, iii conde de la Puebla de Montalbán (1649-1718) \| Juan Francisco Pacheco Téllez-Girón, duque de Uceda, iii conde de la Puebla de Montalbán (1649-1718) \| \| \| \| \| \| \| \| \| \| \| \| \| \| \| \| \| \| \| \| \| \| \| \| \| \| María Ana López Pacheco, xii condesa de Oropesa (1729-1768) \| María Ana López Pacheco, xii condesa de Oropesa (1729-1768) \| María Ana López Pacheco, xii condesa de Oropesa (1729-1768) \| María Ana López Pacheco, xii condesa de Oropesa (1729-1768) \| María Ana López Pacheco, xii condesa de Oropesa (1729-1768) \| María Ana López Pacheco, xii condesa de Oropesa (1729-1768) \| \| \| \| \| \| \| \| \| \| \| \| \| \| \| \| \| \| \| Francisco Javier Pacheco Téllez-Girón, vi duque de Uceda (1704-1750) \| Francisco Javier Pacheco Téllez-Girón, vi duque de Uceda (1704-1750) \| Francisco Javier Pacheco Téllez-Girón, vi duque de Uceda (1704-1750) \| Francisco Javier Pacheco Téllez-Girón, vi duque de Uceda (1704-1750) \| Francisco Javier Pacheco Téllez-Girón, vi duque de Uceda (1704-1750) \| Francisco Javier Pacheco Téllez-Girón, vi duque de Uceda (1704-1750) \| \| \| \| \| \| \| \| \| \| \| \| \| \| \| \| \| \| \| \| \| \| \| \| \| \| María Ana López Pacheco, xii condesa de Oropesa (1729-1768) \| María Ana López Pacheco, xii condesa de Oropesa (1729-1768) \| María Ana López Pacheco, xii condesa de Oropesa (1729-1768) \| María Ana López Pacheco, xii condesa de Oropesa (1729-1768) \| María Ana López Pacheco, xii condesa de Oropesa (1729-1768) \| María Ana López Pacheco, xii condesa de Oropesa (1729-1768) \| \| \| \| \| \| \| \| \| \| \| \| \| \| \| \| \| \| \| Francisco Javier Pacheco Téllez-Girón, vi duque de Uceda (1704-1750) \| Francisco Javier Pacheco Téllez-Girón, vi duque de Uceda (1704-1750) \| Francisco Javier Pacheco Téllez-Girón, vi duque de Uceda (1704-1750) \| Francisco Javier Pacheco Téllez-Girón, vi duque de Uceda (1704-1750) \| Francisco Javier Pacheco Téllez-Girón, vi duque de Uceda (1704-1750) \| Francisco Javier Pacheco Téllez-Girón, vi duque de Uceda (1704-1750) \| \| \| \| \| \| \| \| \| \| \| \| \| \| \| \| \| \| \| \| \| \| \| \| \| \| \| \| \| \| \| \| \| \| \| \| \| \| \| \| \| \| \| \| \| \| \| \| \| \| Andrés Pacheco Téllez-Girón, vii duque de Uceda (1728-1789) \| \| \| \| \| \| \| \| \| \| \| \| \| \| \| \| \| \| \| \| \| \| \| \| \| \| \| \| \| \| \| \| \| \| \| \| \| \| \| \| \| \| \| \| \| \| \| \| \| \| \| \| \| \| \| \| \| \| \| \| \| \| \| \| \| \| \| \| \| \| \| \| \| \| \| \| \| \| \| \| \| \| \| \| \| \| \| \| \| \| \| \| \| \| \| \| \| \| \| \| \| \| \| \| \| \| \| \| \| \| Diego Fernández de Velasco, xiii duque de Frías, xiii marqués de Villena, xiii duque de Escalona (1754-1811) \| \| \| \| \| \| \| \| \| \| \| \| \| \| \| \| \| \| \| \| \| \| \| \| \| \| \| \| \| \| \| \| \| \| \| \| \| \| \| \| \| \| \| \| \| \| \| \| \| \| \| \| \| \| \| \| \| \| \| \| \| \| \| \| \| \| \| \| \| \| \| \| \| \| \| \| \| \| \| \| \| \| \| \| \| \| \| \| \| \| \| \| \| \| \| \| \| \| \| \| \| \| \| \| \| \| \| \| \| \| Bernardino Fernández de Velasco, xiv duque de Frías, xiv duque de Escalona, xiv marqués de Villena (1783-1851) \| \| \| \| \| \| \| \| \| \| \| \| \| \| \| \| \| \| \| \| \| \| \| \| \| \| \| \| \| \| \| \| \| \| \| \| \| \| \| \| \| \| \| \| \| \| \| \| \| \| \| \| \| \| \| \| \| \| \| \| \| \| \| \| \| \| \| \| \| \| \| \| \| \| \| \| \| \| \| \| \| \| \| \| \| \| \| \| \| \| \| \| \| \| \| \| \| \| \| \| \| \| \| \| \| \| \| \| \| \| \| \| \| \| \| \| \| \| \| \| \| \| \| \| \| \| \| \| \| \| \| \| \| \| \| \| \| \| \| \| \| \| \| \| \| \| \| \| \| \| \| \| \| \| \| \| \| Bernardina Fernández de Velasco, x duquesa de Uceda (1815-1869) \| Bernardina Fernández de Velasco, x duquesa de Uceda (1815-1869) \| Bernardina Fernández de Velasco, x duquesa de Uceda (1815-1869) \| Bernardina Fernández de Velasco, x duquesa de Uceda (1815-1869) \| Bernardina Fernández de Velasco, x duquesa de Uceda (1815-1869) \| Bernardina Fernández de Velasco, x duquesa de Uceda (1815-1869) \| \| \| José María Fernández de Velasco, xv duque de Frías (1836-1888) \| José María Fernández de Velasco, xv duque de Frías (1836-1888) \| José María Fernández de Velasco, xv duque de Frías (1836-1888) \| José María Fernández de Velasco, xv duque de Frías (1836-1888) \| José María Fernández de Velasco, xv duque de Frías (1836-1888) \| José María Fernández de Velasco, xv duque de Frías (1836-1888) \| \| \| \| \| \| \| \| \| \| \| \| \| \| \| \| \| \| \| \| \| \| \| \| \| \| \| \| \| \| \| \| \| \| \| \| \| \| \| \| \| \| Bernardina Fernández de Velasco, x duquesa de Uceda (1815-1869) \| Bernardina Fernández de Velasco, x duquesa de Uceda (1815-1869) \| Bernardina Fernández de Velasco, x duquesa de Uceda (1815-1869) \| Bernardina Fernández de Velasco, x duquesa de Uceda (1815-1869) \| Bernardina Fernández de Velasco, x duquesa de Uceda (1815-1869) \| Bernardina Fernández de Velasco, x duquesa de Uceda (1815-1869) \| \| \| José María Fernández de Velasco, xv duque de Frías (1836-1888) \| José María Fernández de Velasco, xv duque de Frías (1836-1888) \| José María Fernández de Velasco, xv duque de Frías (1836-1888) \| José María Fernández de Velasco, xv duque de Frías (1836-1888) \| José María Fernández de Velasco, xv duque de Frías (1836-1888) \| José María Fernández de Velasco, xv duque de Frías (1836-1888) \| \| \| \| \| \| \| \| \| \| \| \| \| \| \| \| \| \| \| \| \| \| \| \| \| \| \| \| \| \| \| \| \| \| \| \| \| \| \| \| \| \| \| \| \| \| \| \| \| \| \| \| \| \| \| \| \| \| \| \| \| \| \| \| \| \| \| \| \| \| \| \| \| \| \| \| \| \| \| \| \| \| \| \| \| \| \| \| \| \| \| \| \| \| \| \| \| Francisco de Borja Téllez-Girón, xi duque de Uceda, xv duque de Escalona, xv marqués de Villena (1839-1897) \| Francisco de Borja Téllez-Girón, xi duque de Uceda, xv duque de Escalona, xv marqués de Villena (1839-1897) \| Francisco de Borja Téllez-Girón, xi duque de Uceda, xv duque de Escalona, xv marqués de Villena (1839-1897) \| Francisco de Borja Téllez-Girón, xi duque de Uceda, xv duque de Escalona, xv marqués de Villena (1839-1897) \| Francisco de Borja Téllez-Girón, xi duque de Uceda, xv duque de Escalona, xv marqués de Villena (1839-1897) \| Francisco de Borja Téllez-Girón, xi duque de Uceda, xv duque de Escalona, xv marqués de Villena (1839-1897) \| \| \| Bernardino Fernández de Velasco, xvi duque de Frías (1866-1916) \| Bernardino Fernández de Velasco, xvi duque de Frías (1866-1916) \| Bernardino Fernández de Velasco, xvi duque de Frías (1866-1916) \| Bernardino Fernández de Velasco, xvi duque de Frías (1866-1916) \| Bernardino Fernández de Velasco, xvi duque de Frías (1866-1916) \| Bernardino Fernández de Velasco, xvi duque de Frías (1866-1916) \| \| \| Guillermo Fernández de Velasco, xvii duque de Frías (1870-1937) \| Guillermo Fernández de Velasco, xvii duque de Frías (1870-1937) \| Guillermo Fernández de Velasco, xvii duque de Frías (1870-1937) \| Guillermo Fernández de Velasco, xvii duque de Frías (1870-1937) \| Guillermo Fernández de Velasco, xvii duque de Frías (1870-1937) \| Guillermo Fernández de Velasco, xvii duque de Frías (1870-1937) \| \| \| \| \| \| \| \| \| \| \| \| \| \| \| \| \| \| \| \| \| \| \| \| \| \| \| \| \| \| \| \| \| \| Francisco de Borja Téllez-Girón, xi duque de Uceda, xv duque de Escalona, xv marqués de Villena (1839-1897) \| Francisco de Borja Téllez-Girón, xi duque de Uceda, xv duque de Escalona, xv marqués de Villena (1839-1897) \| Francisco de Borja Téllez-Girón, xi duque de Uceda, xv duque de Escalona, xv marqués de Villena (1839-1897) \| Francisco de Borja Téllez-Girón, xi duque de Uceda, xv duque de Escalona, xv marqués de Villena (1839-1897) \| Francisco de Borja Téllez-Girón, xi duque de Uceda, xv duque de Escalona, xv marqués de Villena (1839-1897) \| Francisco de Borja Téllez-Girón, xi duque de Uceda, xv duque de Escalona, xv marqués de Villena (1839-1897) \| \| \| Bernardino Fernández de Velasco, xvi duque de Frías (1866-1916) \| Bernardino Fernández de Velasco, xvi duque de Frías (1866-1916) \| Bernardino Fernández de Velasco, xvi duque de Frías (1866-1916) \| Bernardino Fernández de Velasco, xvi duque de Frías (1866-1916) \| Bernardino Fernández de Velasco, xvi duque de Frías (1866-1916) \| Bernardino Fernández de Velasco, xvi duque de Frías (1866-1916) \| \| \| Guillermo Fernández de Velasco, xvii duque de Frías (1870-1937) \| Guillermo Fernández de Velasco, xvii duque de Frías (1870-1937) \| Guillermo Fernández de Velasco, xvii duque de Frías (1870-1937) \| Guillermo Fernández de Velasco, xvii duque de Frías (1870-1937) \| Guillermo Fernández de Velasco, xvii duque de Frías (1870-1937) \| Guillermo Fernández de Velasco, xvii duque de Frías (1870-1937) \| \| \| \| \| \| \| \| \| \| \| \| \| \| \| \| \| \| \| \| \| \| \| \| \| \| \| \| \| \| \| \| \| \| \| \| \| \| \| \| \| \| \| \| \| \| \| \| \| \| \| \| \| \| \| \| \| \| \| \| \| \| \| \| \| \| \| \| \| \| \| \| \| \| \| \| \| \| \| \| \| Ángela María Téllez-Girón, duquesa de Almenara Alta (1879-1921) \| Ángela María Téllez-Girón, duquesa de Almenara Alta (1879-1921) \| Ángela María Téllez-Girón, duquesa de Almenara Alta (1879-1921) \| Ángela María Téllez-Girón, duquesa de Almenara Alta (1879-1921) \| Ángela María Téllez-Girón, duquesa de Almenara Alta (1879-1921) \| Ángela María Téllez-Girón, duquesa de Almenara Alta (1879-1921) \| \| \| Mariano Téllez-Girón, xv duque de Osuna, xvi duque de Escalona, xvi marqués de Villena (1887-1931) \| Mariano Téllez-Girón, xv duque de Osuna, xvi duque de Escalona, xvi marqués de Villena (1887-1931) \| Mariano Téllez-Girón, xv duque de Osuna, xvi duque de Escalona, xvi marqués de Villena (1887-1931) \| Mariano Téllez-Girón, xv duque de Osuna, xvi duque de Escalona, xvi marqués de Villena (1887-1931) \| Mariano Téllez-Girón, xv duque de Osuna, xvi duque de Escalona, xvi marqués de Villena (1887-1931) \| Mariano Téllez-Girón, xv duque de Osuna, xvi duque de Escalona, xvi marqués de Villena (1887-1931) \| \| \| \| \| \| \| \| \| \| \| José María Fernández de Velasco, xviii duque de Frías (1910-1986) \| José María Fernández de Velasco, xviii duque de Frías (1910-1986) \| José María Fernández de Velasco, xviii duque de Frías (1910-1986) \| José María Fernández de Velasco, xviii duque de Frías (1910-1986) \| José María Fernández de Velasco, xviii duque de Frías (1910-1986) \| José María Fernández de Velasco, xviii duque de Frías (1910-1986) \| \| \| \| \| \| \| \| \| \| \| \| \| \| \| \| \| \| \| \| \| \| \| \| \| \| Ángela María Téllez-Girón, duquesa de Almenara Alta (1879-1921) \| Ángela María Téllez-Girón, duquesa de Almenara Alta (1879-1921) \| Ángela María Téllez-Girón, duquesa de Almenara Alta (1879-1921) \| Ángela María Téllez-Girón, duquesa de Almenara Alta (1879-1921) \| Ángela María Téllez-Girón, duquesa de Almenara Alta (1879-1921) \| Ángela María Téllez-Girón, duquesa de Almenara Alta (1879-1921) \| \| \| Mariano Téllez-Girón, xv duque de Osuna, xvi duque de Escalona, xvi marqués de Villena (1887-1931) \| Mariano Téllez-Girón, xv duque de Osuna, xvi duque de Escalona, xvi marqués de Villena (1887-1931) \| Mariano Téllez-Girón, xv duque de Osuna, xvi duque de Escalona, xvi marqués de Villena (1887-1931) \| Mariano Téllez-Girón, xv duque de Osuna, xvi duque de Escalona, xvi marqués de Villena (1887-1931) \| Mariano Téllez-Girón, xv duque de Osuna, xvi duque de Escalona, xvi marqués de Villena (1887-1931) \| Mariano Téllez-Girón, xv duque de Osuna, xvi duque de Escalona, xvi marqués de Villena (1887-1931) \| \| \| \| \| \| \| \| \| \| \| José María Fernández de Velasco, xviii duque de Frías (1910-1986) \| José María Fernández de Velasco, xviii duque de Frías (1910-1986) \| José María Fernández de Velasco, xviii duque de Frías (1910-1986) \| José María Fernández de Velasco, xviii duque de Frías (1910-1986) \| José María Fernández de Velasco, xviii duque de Frías (1910-1986) \| José María Fernández de Velasco, xviii duque de Frías (1910-1986) \| \| \| \| \| \| \| \| \| \| \| \| \| \| \| \| \| \| \| \| \| \| \| \| \| \| Francisco de Borja de Martorell, vii duque de Almenara Alta, xvii duque de Escalona, xvii marqués de Villena (1898-1940) \| Francisco de Borja de Martorell, vii duque de Almenara Alta, xvii duque de Escalona, xvii marqués de Villena (1898-1940) \| Francisco de Borja de Martorell, vii duque de Almenara Alta, xvii duque de Escalona, xvii marqués de Villena (1898-1940) \| Francisco de Borja de Martorell, vii duque de Almenara Alta, xvii duque de Escalona, xvii marqués de Villena (1898-1940) \| Francisco de Borja de Martorell, vii duque de Almenara Alta, xvii duque de Escalona, xvii marqués de Villena (1898-1940) \| Francisco de Borja de Martorell, vii duque de Almenara Alta, xvii duque de Escalona, xvii marqués de Villena (1898-1940) \| \| \| Ángela María Téllez-Girón, xvi duquesa de Osuna, xix duquesa de Escalona, xix marquesa de Villena (n. 1925) \| Ángela María Téllez-Girón, xvi duquesa de Osuna, xix duquesa de Escalona, xix marquesa de Villena (n. 1925) \| Ángela María Téllez-Girón, xvi duquesa de Osuna, xix duquesa de Escalona, xix marquesa de Villena (n. 1925) \| Ángela María Téllez-Girón, xvi duquesa de Osuna, xix duquesa de Escalona, xix marquesa de Villena (n. 1925) \| Ángela María Téllez-Girón, xvi duquesa de Osuna, xix duquesa de Escalona, xix marquesa de Villena (n. 1925) \| Ángela María Téllez-Girón, xvi duquesa de Osuna, xix duquesa de Escalona, xix marquesa de Villena (n. 1925) \| \| \| \| \| \| \| \| \| \| \| \| \| \| \| \| \| \| \| \| \| \| \| \| \| \| \| \| \| \| \| \| \| \| \| \| \| \| \| \| \| \| Francisco de Borja de Martorell, vii duque de Almenara Alta, xvii duque de Escalona, xvii marqués de Villena (1898-1940) \| Francisco de Borja de Martorell, vii duque de Almenara Alta, xvii duque de Escalona, xvii marqués de Villena (1898-1940) \| Francisco de Borja de Martorell, vii duque de Almenara Alta, xvii duque de Escalona, xvii marqués de Villena (1898-1940) \| Francisco de Borja de Martorell, vii duque de Almenara Alta, xvii duque de Escalona, xvii marqués de Villena (1898-1940) \| Francisco de Borja de Martorell, vii duque de Almenara Alta, xvii duque de Escalona, xvii marqués de Villena (1898-1940) \| Francisco de Borja de Martorell, vii duque de Almenara Alta, xvii duque de Escalona, xvii marqués de Villena (1898-1940) \| \| \| Ángela María Téllez-Girón, xvi duquesa de Osuna, xix duquesa de Escalona, xix marquesa de Villena (n. 1925) \| Ángela María Téllez-Girón, xvi duquesa de Osuna, xix duquesa de Escalona, xix marquesa de Villena (n. 1925) \| Ángela María Téllez-Girón, xvi duquesa de Osuna, xix duquesa de Escalona, xix marquesa de Villena (n. 1925) \| Ángela María Téllez-Girón, xvi duquesa de Osuna, xix duquesa de Escalona, xix marquesa de Villena (n. 1925) \| Ángela María Téllez-Girón, xvi duquesa de Osuna, xix duquesa de Escalona, xix marquesa de Villena (n. 1925) \| Ángela María Téllez-Girón, xvi duquesa de Osuna, xix duquesa de Escalona, xix marquesa de Villena (n. 1925) \| \| \| \| \| \| \| \| \| \| \| \| \| \| \| \| \| \| \| \| \| \| \| \| \| \| \| \| \| \| \| \| \| \| \| \| \| \| \| \| \| \| María de la Soledad de Martorell, viii duquesa de Almenara Alta, xviii duquesa de Escalona, xviii marquesa de Villena (n. 1924) \| María de la Soledad de Martorell, viii duquesa de Almenara Alta, xviii duquesa de Escalona, xviii marquesa de Villena (n. 1924) \| María de la Soledad de Martorell, viii duquesa de Almenara Alta, xviii duquesa de Escalona, xviii marquesa de Villena (n. 1924) \| María de la Soledad de Martorell, viii duquesa de Almenara Alta, xviii duquesa de Escalona, xviii marquesa de Villena (n. 1924) \| María de la Soledad de Martorell, viii duquesa de Almenara Alta, xviii duquesa de Escalona, xviii marquesa de Villena (n. 1924) \| María de la Soledad de Martorell, viii duquesa de Almenara Alta, xviii duquesa de Escalona, xviii marquesa de Villena (n. 1924) \| \| \| Ángela María de Solís-Beaumont, xvii duquesa de Arcos (n. 1950) Con sucesión en la casa de Osuna. \| Ángela María de Solís-Beaumont, xvii duquesa de Arcos (n. 1950) Con sucesión en la casa de Osuna. \| Ángela María de Solís-Beaumont, xvii duquesa de Arcos (n. 1950) Con sucesión en la casa de Osuna. \| Ángela María de Solís-Beaumont, xvii duquesa de Arcos (n. 1950) Con sucesión en la casa de Osuna. \| Ángela María de Solís-Beaumont, xvii duquesa de Arcos (n. 1950) Con sucesión en la casa de Osuna. \| Ángela María de Solís-Beaumont, xvii duquesa de Arcos (n. 1950) Con sucesión en la casa de Osuna. \| \| \| \| \| \| \| \| \| \| \| \| \| \| \| \| \| \| \| \| \| \| \| \| \| \| \| \| \| \| \| \| \| \| \| \| \| \| \| \| \| \| María de la Soledad de Martorell, viii duquesa de Almenara Alta, xviii duquesa de Escalona, xviii marquesa de Villena (n. 1924) \| María de la Soledad de Martorell, viii duquesa de Almenara Alta, xviii duquesa de Escalona, xviii marquesa de Villena (n. 1924) \| María de la Soledad de Martorell, viii duquesa de Almenara Alta, xviii duquesa de Escalona, xviii marquesa de Villena (n. 1924) \| María de la Soledad de Martorell, viii duquesa de Almenara Alta, xviii duquesa de Escalona, xviii marquesa de Villena (n. 1924) \| María de la Soledad de Martorell, viii duquesa de Almenara Alta, xviii duquesa de Escalona, xviii marquesa de Villena (n. 1924) \| María de la Soledad de Martorell, viii duquesa de Almenara Alta, xviii duquesa de Escalona, xviii marquesa de Villena (n. 1924) \| \| \| Ángela María de Solís-Beaumont, xvii duquesa de Arcos (n. 1950) Con sucesión en la casa de Osuna. \| Ángela María de Solís-Beaumont, xvii duquesa de Arcos (n. 1950) Con sucesión en la casa de Osuna. \| Ángela María de Solís-Beaumont, xvii duquesa de Arcos (n. 1950) Con sucesión en la casa de Osuna. \| Ángela María de Solís-Beaumont, xvii duquesa de Arcos (n. 1950) Con sucesión en la casa de Osuna. \| Ángela María de Solís-Beaumont, xvii duquesa de Arcos (n. 1950) Con sucesión en la casa de Osuna. \| Ángela María de Solís-Beaumont, xvii duquesa de Arcos (n. 1950) Con sucesión en la casa de Osuna. \| \| \| \| \| \| \| \| \| \| \| \| \| \| \| \| \| \| \| \| \| \| \| \| \| \| \| \| \| \| \| \| \| \| \| \| \| \| \| \| \| \| Francisco de Borja de Soto, xx duque de Escalona, xx marqués de Villena (1956-1997) \| \| \| \| \| \| \| \| \| \| \| \| \| \| \| \| \| \| \| \| \| \| \| \| \| \| \| \| \| \| \| \| \| \| \| \| \| \| \| \| \| \| \| \| \| \| \| \| \| \| \| \| \| \| \| \| \| \| \| \| \| \| \| \| \| \| \| \| \| \| \| \| \| \| \| \| \| \| \| \| \| \| \| \| \| \| \| \| \| \| \| \| \| \| \| \| \| \| \| \| \| \| \| \| \| \| \| \| \| \| Francisco de Borja de Soto, xix duque de Frías, xxi duque de Escalona, xxi marqués de Villena (n. 1985) \| \| \| \| \| \| \| \| \| \| \| \| \| \| \| \| \| \| \| \| \| \| \| \| \| \| \| \| \| \| \| \| \| \| \| \| \| \| \| \| \| \| \| \| \| \| |                                                                                            |                                                                                            |                                                                                            |                                                                                            |                                                                                            |  |  | | | | | | |  |  | | | | | | |  |  | | | | | | |  |  |                                                                   |                                                                   |                                                                   |                                                                   |                                                                   |                                                                   |  |  |  |  |  |  |  |  |  |  |  |  |  |  |  |  |
| |                                                                                            |                                                                                            |                                                                                            |                                                                                            |                                                                                            |  |  | | | | | | |  |  | Juan Pacheco, i marqués de Villena, i duque de Escalona (1419-1474)                                         | | | | | |  |  | | | | | | |  |  |                                                                   |                                                                   |                                                                   |                                                                   |                                                                   |                                                                   |  |  |  |  |  |  |  |  |  |  |  |  |  |  |  |  |
| |                                                                                            |                                                                                            |                                                                                            |                                                                                            |                                                                                            |  |  | | | | | | |  |  | | | | | | |  |  | | | | | | |  |  |                                                                   |                                                                   |                                                                   |                                                                   |                                                                   |                                                                   |  |  |  |  |  |  |  |  |  |  |  |  |  |  |  |  |
| |                                                                                            |                                                                                            |                                                                                            |                                                                                            |                                                                                            |  |  | | | | | | |  |  | | | | | | |  |  | | | | | | |  |  |                                                                   |                                                                   |                                                                   |                                                                   |                                                                   |                                                                   |  |  |  |  |  |  |  |  |  |  |  |  |  |  |  |  |
| |                                                                                            |                                                                                            |                                                                                            |                                                                                            |                                                                                            |  |  | Diego López Pacheco, ii marqués de Villena, ii duque de Escalona (1456-1529)                                                    | Diego López Pacheco, ii marqués de Villena, ii duque de Escalona (1456-1529)                                                    | Diego López Pacheco, ii marqués de Villena, ii duque de Escalona (1456-1529)                                                    | Diego López Pacheco, ii marqués de Villena, ii duque de Escalona (1456-1529)                                                    | Diego López Pacheco, ii marqués de Villena, ii duque de Escalona (1456-1529)                                                    | Diego López Pacheco, ii marqués de Villena, ii duque de Escalona (1456-1529)                                                    |  |  | | | | | | |  |  | Alonso Téllez-Girón, ii señor de la Puebla de Montalbán († 1527)                                               | Alonso Téllez-Girón, ii señor de la Puebla de Montalbán († 1527)                                     | Alonso Téllez-Girón, ii señor de la Puebla de Montalbán († 1527)                                     | Alonso Téllez-Girón, ii señor de la Puebla de Montalbán († 1527)                                     | Alonso Téllez-Girón, ii señor de la Puebla de Montalbán († 1527)                                     | Alonso Téllez-Girón, ii señor de la Puebla de Montalbán († 1527)                                     |  |  |                                                                   |                                                                   |                                                                   |                                                                   |                                                                   |                                                                   |  |  |  |  |  |  |  |  |  |  |  |  |  |  |  |  |
| |                                                                                            |                                                                                            |                                                                                            |                                                                                            |                                                                                            |  |  | Diego López Pacheco, ii marqués de Villena, ii duque de Escalona (1456-1529)                                                    | Diego López Pacheco, ii marqués de Villena, ii duque de Escalona (1456-1529)                                                    | Diego López Pacheco, ii marqués de Villena, ii duque de Escalona (1456-1529)                                                    | Diego López Pacheco, ii marqués de Villena, ii duque de Escalona (1456-1529)                                                    | Diego López Pacheco, ii marqués de Villena, ii duque de Escalona (1456-1529)                                                    | Diego López Pacheco, ii marqués de Villena, ii duque de Escalona (1456-1529)                                                    |  |  | | | | | | |  |  | Alonso Téllez-Girón, ii señor de la Puebla de Montalbán († 1527)                                               | Alonso Téllez-Girón, ii señor de la Puebla de Montalbán († 1527)                                     | Alonso Téllez-Girón, ii señor de la Puebla de Montalbán († 1527)                                     | Alonso Téllez-Girón, ii señor de la Puebla de Montalbán († 1527)                                     | Alonso Téllez-Girón, ii señor de la Puebla de Montalbán († 1527)                                     | Alonso Téllez-Girón, ii señor de la Puebla de Montalbán († 1527)                                     |  |  |                                                                   |                                                                   |                                                                   |                                                                   |                                                                   |                                                                   |  |  |  |  |  |  |  |  |  |  |  |  |  |  |  |  |
| |                                                                                            |                                                                                            |                                                                                            |                                                                                            |                                                                                            |  |  | Diego López Pacheco, iii marqués de Villena, iii duque de Escalona (1503-1556)                                                  | Diego López Pacheco, iii marqués de Villena, iii duque de Escalona (1503-1556)                                                  | Diego López Pacheco, iii marqués de Villena, iii duque de Escalona (1503-1556)                                                  | Diego López Pacheco, iii marqués de Villena, iii duque de Escalona (1503-1556)                                                  | Diego López Pacheco, iii marqués de Villena, iii duque de Escalona (1503-1556)                                                  | Diego López Pacheco, iii marqués de Villena, iii duque de Escalona (1503-1556)                                                  |  |  | | | | | | |  |  | Juan Pacheco y Guevara                                                                                         | Juan Pacheco y Guevara                                                                               | Juan Pacheco y Guevara                                                                               | Juan Pacheco y Guevara                                                                               | Juan Pacheco y Guevara                                                                               | Juan Pacheco y Guevara                                                                               |  |  |                                                                   |                                                                   |                                                                   |                                                                   |                                                                   |                                                                   |  |  |  |  |  |  |  |  |  |  |  |  |  |  |  |  |
| |                                                                                            |                                                                                            |                                                                                            |                                                                                            |                                                                                            |  |  | Diego López Pacheco, iii marqués de Villena, iii duque de Escalona (1503-1556)                                                  | Diego López Pacheco, iii marqués de Villena, iii duque de Escalona (1503-1556)                                                  | Diego López Pacheco, iii marqués de Villena, iii duque de Escalona (1503-1556)                                                  | Diego López Pacheco, iii marqués de Villena, iii duque de Escalona (1503-1556)                                                  | Diego López Pacheco, iii marqués de Villena, iii duque de Escalona (1503-1556)                                                  | Diego López Pacheco, iii marqués de Villena, iii duque de Escalona (1503-1556)                                                  |  |  | | | | | | |  |  | Juan Pacheco y Guevara                                                                                         | Juan Pacheco y Guevara                                                                               | Juan Pacheco y Guevara                                                                               | Juan Pacheco y Guevara                                                                               | Juan Pacheco y Guevara                                                                               | Juan Pacheco y Guevara                                                                               |  |  |                                                                   |                                                                   |                                                                   |                                                                   |                                                                   |                                                                   |  |  |  |  |  |  |  |  |  |  |  |  |  |  |  |  |
| |                                                                                            |                                                                                            |                                                                                            |                                                                                            |                                                                                            |  |  | Francisco López Pacheco, iv marqués de Villena, iv duque de Escalona (1532-1574)                                                | Francisco López Pacheco, iv marqués de Villena, iv duque de Escalona (1532-1574)                                                | Francisco López Pacheco, iv marqués de Villena, iv duque de Escalona (1532-1574)                                                | Francisco López Pacheco, iv marqués de Villena, iv duque de Escalona (1532-1574)                                                | Francisco López Pacheco, iv marqués de Villena, iv duque de Escalona (1532-1574)                                                | Francisco López Pacheco, iv marqués de Villena, iv duque de Escalona (1532-1574)                                                |  |  | | | | | | |  |  | Alonso Téllez-Girón, iii señor de la Puebla de Montalbán                                                       | Alonso Téllez-Girón, iii señor de la Puebla de Montalbán                                             | Alonso Téllez-Girón, iii señor de la Puebla de Montalbán                                             | Alonso Téllez-Girón, iii señor de la Puebla de Montalbán                                             | Alonso Téllez-Girón, iii señor de la Puebla de Montalbán                                             | Alonso Téllez-Girón, iii señor de la Puebla de Montalbán                                             |  |  |                                                                   |                                                                   |                                                                   |                                                                   |                                                                   |                                                                   |  |  |  |  |  |  |  |  |  |  |  |  |  |  |  |  |
| |                                                                                            |                                                                                            |                                                                                            |                                                                                            |                                                                                            |  |  | Francisco López Pacheco, iv marqués de Villena, iv duque de Escalona (1532-1574)                                                | Francisco López Pacheco, iv marqués de Villena, iv duque de Escalona (1532-1574)                                                | Francisco López Pacheco, iv marqués de Villena, iv duque de Escalona (1532-1574)                                                | Francisco López Pacheco, iv marqués de Villena, iv duque de Escalona (1532-1574)                                                | Francisco López Pacheco, iv marqués de Villena, iv duque de Escalona (1532-1574)                                                | Francisco López Pacheco, iv marqués de Villena, iv duque de Escalona (1532-1574)                                                |  |  | | | | | | |  |  | Alonso Téllez-Girón, iii señor de la Puebla de Montalbán                                                       | Alonso Téllez-Girón, iii señor de la Puebla de Montalbán                                             | Alonso Téllez-Girón, iii señor de la Puebla de Montalbán                                             | Alonso Téllez-Girón, iii señor de la Puebla de Montalbán                                             | Alonso Téllez-Girón, iii señor de la Puebla de Montalbán                                             | Alonso Téllez-Girón, iii señor de la Puebla de Montalbán                                             |  |  |                                                                   |                                                                   |                                                                   |                                                                   |                                                                   |                                                                   |  |  |  |  |  |  |  |  |  |  |  |  |  |  |  |  |
| |                                                                                            |                                                                                            |                                                                                            |                                                                                            |                                                                                            |  |  | Juan Gaspar Fernández Pacheco, v marqués de Villena, v duque de Escalona (1563-1615)                                            | Juan Gaspar Fernández Pacheco, v marqués de Villena, v duque de Escalona (1563-1615)                                            | Juan Gaspar Fernández Pacheco, v marqués de Villena, v duque de Escalona (1563-1615)                                            | Juan Gaspar Fernández Pacheco, v marqués de Villena, v duque de Escalona (1563-1615)                                            | Juan Gaspar Fernández Pacheco, v marqués de Villena, v duque de Escalona (1563-1615)                                            | Juan Gaspar Fernández Pacheco, v marqués de Villena, v duque de Escalona (1563-1615)                                            |  |  | | | | | | |  |  | Juan Pacheco, i conde de la Puebla de Montalbán († 1590)                                                       | Juan Pacheco, i conde de la Puebla de Montalbán († 1590)                                             | Juan Pacheco, i conde de la Puebla de Montalbán († 1590)                                             | Juan Pacheco, i conde de la Puebla de Montalbán († 1590)                                             | Juan Pacheco, i conde de la Puebla de Montalbán († 1590)                                             | Juan Pacheco, i conde de la Puebla de Montalbán († 1590)                                             |  |  |                                                                   |                                                                   |                                                                   |                                                                   |                                                                   |                                                                   |  |  |  |  |  |  |  |  |  |  |  |  |  |  |  |  |
| |                                                                                            |                                                                                            |                                                                                            |                                                                                            |                                                                                            |  |  | Juan Gaspar Fernández Pacheco, v marqués de Villena, v duque de Escalona (1563-1615)                                            | Juan Gaspar Fernández Pacheco, v marqués de Villena, v duque de Escalona (1563-1615)                                            | Juan Gaspar Fernández Pacheco, v marqués de Villena, v duque de Escalona (1563-1615)                                            | Juan Gaspar Fernández Pacheco, v marqués de Villena, v duque de Escalona (1563-1615)                                            | Juan Gaspar Fernández Pacheco, v marqués de Villena, v duque de Escalona (1563-1615)                                            | Juan Gaspar Fernández Pacheco, v marqués de Villena, v duque de Escalona (1563-1615)                                            |  |  | | | | | | |  |  | Juan Pacheco, i conde de la Puebla de Montalbán († 1590)                                                       | Juan Pacheco, i conde de la Puebla de Montalbán († 1590)                                             | Juan Pacheco, i conde de la Puebla de Montalbán († 1590)                                             | Juan Pacheco, i conde de la Puebla de Montalbán († 1590)                                             | Juan Pacheco, i conde de la Puebla de Montalbán († 1590)                                             | Juan Pacheco, i conde de la Puebla de Montalbán († 1590)                                             |  |  |                                                                   |                                                                   |                                                                   |                                                                   |                                                                   |                                                                   |  |  |  |  |  |  |  |  |  |  |  |  |  |  |  |  |
| |                                                                                            |                                                                                            |                                                                                            |                                                                                            |                                                                                            |  |  | | | | | | |  |  | | | | | | |  |  | | | | | | |  |  |                                                                   |                                                                   |                                                                   |                                                                   |                                                                   |                                                                   |  |  |  |  |  |  |  |  |  |  |  |  |  |  |  |  |
| Felipe Baltasar Fernández Pacheco, vi marqués de Villena, vi duque de Escalona (1596-1633) | Felipe Baltasar Fernández Pacheco, vi marqués de Villena, vi duque de Escalona (1596-1633) | Felipe Baltasar Fernández Pacheco, vi marqués de Villena, vi duque de Escalona (1596-1633) | Felipe Baltasar Fernández Pacheco, vi marqués de Villena, vi duque de Escalona (1596-1633) | Felipe Baltasar Fernández Pacheco, vi marqués de Villena, vi duque de Escalona (1596-1633) | Felipe Baltasar Fernández Pacheco, vi marqués de Villena, vi duque de Escalona (1596-1633) |  |  | Diego López Pacheco, vii marqués de Villena, vii duque de Escalona (1599-1653)                                                  | Diego López Pacheco, vii marqués de Villena, vii duque de Escalona (1599-1653)                                                  | Diego López Pacheco, vii marqués de Villena, vii duque de Escalona (1599-1653)                                                  | Diego López Pacheco, vii marqués de Villena, vii duque de Escalona (1599-1653)                                                  | Diego López Pacheco, vii marqués de Villena, vii duque de Escalona (1599-1653)                                                  | Diego López Pacheco, vii marqués de Villena, vii duque de Escalona (1599-1653)                                                  |  |  | | | | | | |  |  | Alonso Téllez-Girón y Toledo (1555-1590)                                                                       | Alonso Téllez-Girón y Toledo (1555-1590)                                                             | Alonso Téllez-Girón y Toledo (1555-1590)                                                             | Alonso Téllez-Girón y Toledo (1555-1590)                                                             | Alonso Téllez-Girón y Toledo (1555-1590)                                                             | Alonso Téllez-Girón y Toledo (1555-1590)                                                             |  |  |                                                                   |                                                                   |                                                                   |                                                                   |                                                                   |                                                                   |  |  |  |  |  |  |  |  |  |  |  |  |  |  |  |  |
| Felipe Baltasar Fernández Pacheco, vi marqués de Villena, vi duque de Escalona (1596-1633) | Felipe Baltasar Fernández Pacheco, vi marqués de Villena, vi duque de Escalona (1596-1633) | Felipe Baltasar Fernández Pacheco, vi marqués de Villena, vi duque de Escalona (1596-1633) | Felipe Baltasar Fernández Pacheco, vi marqués de Villena, vi duque de Escalona (1596-1633) | Felipe Baltasar Fernández Pacheco, vi marqués de Villena, vi duque de Escalona (1596-1633) | Felipe Baltasar Fernández Pacheco, vi marqués de Villena, vi duque de Escalona (1596-1633) |  |  | Diego López Pacheco, vii marqués de Villena, vii duque de Escalona (1599-1653)                                                  | Diego López Pacheco, vii marqués de Villena, vii duque de Escalona (1599-1653)                                                  | Diego López Pacheco, vii marqués de Villena, vii duque de Escalona (1599-1653)                                                  | Diego López Pacheco, vii marqués de Villena, vii duque de Escalona (1599-1653)                                                  | Diego López Pacheco, vii marqués de Villena, vii duque de Escalona (1599-1653)                                                  | Diego López Pacheco, vii marqués de Villena, vii duque de Escalona (1599-1653)                                                  |  |  | | | | | | |  |  | Alonso Téllez-Girón y Toledo (1555-1590)                                                                       | Alonso Téllez-Girón y Toledo (1555-1590)                                                             | Alonso Téllez-Girón y Toledo (1555-1590)                                                             | Alonso Téllez-Girón y Toledo (1555-1590)                                                             | Alonso Téllez-Girón y Toledo (1555-1590)                                                             | Alonso Téllez-Girón y Toledo (1555-1590)                                                             |  |  |                                                                   |                                                                   |                                                                   |                                                                   |                                                                   |                                                                   |  |  |  |  |  |  |  |  |  |  |  |  |  |  |  |  |
| |                                                                                            |                                                                                            |                                                                                            |                                                                                            |                                                                                            |  |  | Juan Manuel Fernández Pacheco, viii marqués de Villena, viii duque de Escalona (1650-1725)                                      | Juan Manuel Fernández Pacheco, viii marqués de Villena, viii duque de Escalona (1650-1725)                                      | Juan Manuel Fernández Pacheco, viii marqués de Villena, viii duque de Escalona (1650-1725)                                      | Juan Manuel Fernández Pacheco, viii marqués de Villena, viii duque de Escalona (1650-1725)                                      | Juan Manuel Fernández Pacheco, viii marqués de Villena, viii duque de Escalona (1650-1725)                                      | Juan Manuel Fernández Pacheco, viii marqués de Villena, viii duque de Escalona (1650-1725)                                      |  |  | | | | | | |  |  | Juan Pacheco, ii conde de la Puebla de Montalbán (1590-1666)                                                   | Juan Pacheco, ii conde de la Puebla de Montalbán (1590-1666)                                         | Juan Pacheco, ii conde de la Puebla de Montalbán (1590-1666)                                         | Juan Pacheco, ii conde de la Puebla de Montalbán (1590-1666)                                         | Juan Pacheco, ii conde de la Puebla de Montalbán (1590-1666)                                         | Juan Pacheco, ii conde de la Puebla de Montalbán (1590-1666)                                         |  |  |                                                                   |                                                                   |                                                                   |                                                                   |                                                                   |                                                                   |  |  |  |  |  |  |  |  |  |  |  |  |  |  |  |  |
| |                                                                                            |                                                                                            |                                                                                            |                                                                                            |                                                                                            |  |  | Juan Manuel Fernández Pacheco, viii marqués de Villena, viii duque de Escalona (1650-1725)                                      | Juan Manuel Fernández Pacheco, viii marqués de Villena, viii duque de Escalona (1650-1725)                                      | Juan Manuel Fernández Pacheco, viii marqués de Villena, viii duque de Escalona (1650-1725)                                      | Juan Manuel Fernández Pacheco, viii marqués de Villena, viii duque de Escalona (1650-1725)                                      | Juan Manuel Fernández Pacheco, viii marqués de Villena, viii duque de Escalona (1650-1725)                                      | Juan Manuel Fernández Pacheco, viii marqués de Villena, viii duque de Escalona (1650-1725)                                      |  |  | | | | | | |  |  | Juan Pacheco, ii conde de la Puebla de Montalbán (1590-1666)                                                   | Juan Pacheco, ii conde de la Puebla de Montalbán (1590-1666)                                         | Juan Pacheco, ii conde de la Puebla de Montalbán (1590-1666)                                         | Juan Pacheco, ii conde de la Puebla de Montalbán (1590-1666)                                         | Juan Pacheco, ii conde de la Puebla de Montalbán (1590-1666)                                         | Juan Pacheco, ii conde de la Puebla de Montalbán (1590-1666)                                         |  |  |                                                                   |                                                                   |                                                                   |                                                                   |                                                                   |                                                                   |  |  |  |  |  |  |  |  |  |  |  |  |  |  |  |  |
| |                                                                                            |                                                                                            |                                                                                            |                                                                                            |                                                                                            |  |  | | | | | | |  |  | | | | | | |  |  | | | | | | |  |  |                                                                   |                                                                   |                                                                   |                                                                   |                                                                   |                                                                   |  |  |  |  |  |  |  |  |  |  |  |  |  |  |  |  |
| |                                                                                            |                                                                                            |                                                                                            |                                                                                            |                                                                                            |  |  | Mercurio Antonio López Pacheco, ix marqués de Villena, ix duque de Escalona (1679-1738)                                         | Mercurio Antonio López Pacheco, ix marqués de Villena, ix duque de Escalona (1679-1738)                                         | Mercurio Antonio López Pacheco, ix marqués de Villena, ix duque de Escalona (1679-1738)                                         | Mercurio Antonio López Pacheco, ix marqués de Villena, ix duque de Escalona (1679-1738)                                         | Mercurio Antonio López Pacheco, ix marqués de Villena, ix duque de Escalona (1679-1738)                                         | Mercurio Antonio López Pacheco, ix marqués de Villena, ix duque de Escalona (1679-1738)                                         |  |  | Marciano Fernández Pacheco, xii marqués de Moya (1688-1743)                                                 | Marciano Fernández Pacheco, xii marqués de Moya (1688-1743)                                                 | Marciano Fernández Pacheco, xii marqués de Moya (1688-1743)                                                 | Marciano Fernández Pacheco, xii marqués de Moya (1688-1743)                                                 | Marciano Fernández Pacheco, xii marqués de Moya (1688-1743)                                                 | Marciano Fernández Pacheco, xii marqués de Moya (1688-1743)                                                 |  |  | Melchor Téllez-Girón y Pacheco (1620-1650)                                                                     | Melchor Téllez-Girón y Pacheco (1620-1650)                                                           | Melchor Téllez-Girón y Pacheco (1620-1650)                                                           | Melchor Téllez-Girón y Pacheco (1620-1650)                                                           | Melchor Téllez-Girón y Pacheco (1620-1650)                                                           | Melchor Téllez-Girón y Pacheco (1620-1650)                                                           |  |  |                                                                   |                                                                   |                                                                   |                                                                   |                                                                   |                                                                   |  |  |  |  |  |  |  |  |  |  |  |  |  |  |  |  |
| |                                                                                            |                                                                                            |                                                                                            |                                                                                            |                                                                                            |  |  | Mercurio Antonio López Pacheco, ix marqués de Villena, ix duque de Escalona (1679-1738)                                         | Mercurio Antonio López Pacheco, ix marqués de Villena, ix duque de Escalona (1679-1738)                                         | Mercurio Antonio López Pacheco, ix marqués de Villena, ix duque de Escalona (1679-1738)                                         | Mercurio Antonio López Pacheco, ix marqués de Villena, ix duque de Escalona (1679-1738)                                         | Mercurio Antonio López Pacheco, ix marqués de Villena, ix duque de Escalona (1679-1738)                                         | Mercurio Antonio López Pacheco, ix marqués de Villena, ix duque de Escalona (1679-1738)                                         |  |  | Marciano Fernández Pacheco, xii marqués de Moya (1688-1743)                                                 | Marciano Fernández Pacheco, xii marqués de Moya (1688-1743)                                                 | Marciano Fernández Pacheco, xii marqués de Moya (1688-1743)                                                 | Marciano Fernández Pacheco, xii marqués de Moya (1688-1743)                                                 | Marciano Fernández Pacheco, xii marqués de Moya (1688-1743)                                                 | Marciano Fernández Pacheco, xii marqués de Moya (1688-1743)                                                 |  |  | Melchor Téllez-Girón y Pacheco (1620-1650)                                                                     | Melchor Téllez-Girón y Pacheco (1620-1650)                                                           | Melchor Téllez-Girón y Pacheco (1620-1650)                                                           | Melchor Téllez-Girón y Pacheco (1620-1650)                                                           | Melchor Téllez-Girón y Pacheco (1620-1650)                                                           | Melchor Téllez-Girón y Pacheco (1620-1650)                                                           |  |  |                                                                   |                                                                   |                                                                   |                                                                   |                                                                   |                                                                   |  |  |  |  |  |  |  |  |  |  |  |  |  |  |  |  |
| |                                                                                            |                                                                                            |                                                                                            |                                                                                            |                                                                                            |  |  | | | | | | |  |  | | | | | | |  |  | | | | | | |  |  |                                                                   |                                                                   |                                                                   |                                                                   |                                                                   |                                                                   |  |  |  |  |  |  |  |  |  |  |  |  |  |  |  |  |
| Andrés Luis López Pacheco, x marqués de Villena, x duque de Escalona (1710-1746) | Andrés Luis López Pacheco, x marqués de Villena, x duque de Escalona (1710-1746)           | Andrés Luis López Pacheco, x marqués de Villena, x duque de Escalona (1710-1746)           | Andrés Luis López Pacheco, x marqués de Villena, x duque de Escalona (1710-1746)           | Andrés Luis López Pacheco, x marqués de Villena, x duque de Escalona (1710-1746)           | Andrés Luis López Pacheco, x marqués de Villena, x duque de Escalona (1710-1746)           |  |  | Juan Pablo López Pacheco, xi marqués de Villena, xi duque de Escalona (1716-1751)                                               | Juan Pablo López Pacheco, xi marqués de Villena, xi duque de Escalona (1716-1751)                                               | Juan Pablo López Pacheco, xi marqués de Villena, xi duque de Escalona (1716-1751)                                               | Juan Pablo López Pacheco, xi marqués de Villena, xi duque de Escalona (1716-1751)                                               | Juan Pablo López Pacheco, xi marqués de Villena, xi duque de Escalona (1716-1751)                                               | Juan Pablo López Pacheco, xi marqués de Villena, xi duque de Escalona (1716-1751)                                               |  |  | Felipe López Pacheco, xii marqués de Villena, xii duque de Escalona (1727-1798)                             | Felipe López Pacheco, xii marqués de Villena, xii duque de Escalona (1727-1798)                             | Felipe López Pacheco, xii marqués de Villena, xii duque de Escalona (1727-1798)                             | Felipe López Pacheco, xii marqués de Villena, xii duque de Escalona (1727-1798)                             | Felipe López Pacheco, xii marqués de Villena, xii duque de Escalona (1727-1798)                             | Felipe López Pacheco, xii marqués de Villena, xii duque de Escalona (1727-1798)                             |  |  | Juan Francisco Pacheco Téllez-Girón, duque de Uceda, iii conde de la Puebla de Montalbán (1649-1718)           | Juan Francisco Pacheco Téllez-Girón, duque de Uceda, iii conde de la Puebla de Montalbán (1649-1718) | Juan Francisco Pacheco Téllez-Girón, duque de Uceda, iii conde de la Puebla de Montalbán (1649-1718) | Juan Francisco Pacheco Téllez-Girón, duque de Uceda, iii conde de la Puebla de Montalbán (1649-1718) | Juan Francisco Pacheco Téllez-Girón, duque de Uceda, iii conde de la Puebla de Montalbán (1649-1718) | Juan Francisco Pacheco Téllez-Girón, duque de Uceda, iii conde de la Puebla de Montalbán (1649-1718) |  |  |                                                                   |                                                                   |                                                                   |                                                                   |                                                                   |                                                                   |  |  |  |  |  |  |  |  |  |  |  |  |  |  |  |  |
| Andrés Luis López Pacheco, x marqués de Villena, x duque de Escalona (1710-1746) | Andrés Luis López Pacheco, x marqués de Villena, x duque de Escalona (1710-1746)           | Andrés Luis López Pacheco, x marqués de Villena, x duque de Escalona (1710-1746)           | Andrés Luis López Pacheco, x marqués de Villena, x duque de Escalona (1710-1746)           | Andrés Luis López Pacheco, x marqués de Villena, x duque de Escalona (1710-1746)           | Andrés Luis López Pacheco, x marqués de Villena, x duque de Escalona (1710-1746)           |  |  | Juan Pablo López Pacheco, xi marqués de Villena, xi duque de Escalona (1716-1751)                                               | Juan Pablo López Pacheco, xi marqués de Villena, xi duque de Escalona (1716-1751)                                               | Juan Pablo López Pacheco, xi marqués de Villena, xi duque de Escalona (1716-1751)                                               | Juan Pablo López Pacheco, xi marqués de Villena, xi duque de Escalona (1716-1751)                                               | Juan Pablo López Pacheco, xi marqués de Villena, xi duque de Escalona (1716-1751)                                               | Juan Pablo López Pacheco, xi marqués de Villena, xi duque de Escalona (1716-1751)                                               |  |  | Felipe López Pacheco, xii marqués de Villena, xii duque de Escalona (1727-1798)                             | Felipe López Pacheco, xii marqués de Villena, xii duque de Escalona (1727-1798)                             | Felipe López Pacheco, xii marqués de Villena, xii duque de Escalona (1727-1798)                             | Felipe López Pacheco, xii marqués de Villena, xii duque de Escalona (1727-1798)                             | Felipe López Pacheco, xii marqués de Villena, xii duque de Escalona (1727-1798)                             | Felipe López Pacheco, xii marqués de Villena, xii duque de Escalona (1727-1798)                             |  |  | Juan Francisco Pacheco Téllez-Girón, duque de Uceda, iii conde de la Puebla de Montalbán (1649-1718)           | Juan Francisco Pacheco Téllez-Girón, duque de Uceda, iii conde de la Puebla de Montalbán (1649-1718) | Juan Francisco Pacheco Téllez-Girón, duque de Uceda, iii conde de la Puebla de Montalbán (1649-1718) | Juan Francisco Pacheco Téllez-Girón, duque de Uceda, iii conde de la Puebla de Montalbán (1649-1718) | Juan Francisco Pacheco Téllez-Girón, duque de Uceda, iii conde de la Puebla de Montalbán (1649-1718) | Juan Francisco Pacheco Téllez-Girón, duque de Uceda, iii conde de la Puebla de Montalbán (1649-1718) |  |  |                                                                   |                                                                   |                                                                   |                                                                   |                                                                   |                                                                   |  |  |  |  |  |  |  |  |  |  |  |  |  |  |  |  |
| María Ana López Pacheco, xii condesa de Oropesa (1729-1768) | María Ana López Pacheco, xii condesa de Oropesa (1729-1768)                                | María Ana López Pacheco, xii condesa de Oropesa (1729-1768)                                | María Ana López Pacheco, xii condesa de Oropesa (1729-1768)                                | María Ana López Pacheco, xii condesa de Oropesa (1729-1768)                                | María Ana López Pacheco, xii condesa de Oropesa (1729-1768)                                |  |  | | | | | | |  |  | | | | | | |  |  | Francisco Javier Pacheco Téllez-Girón, vi duque de Uceda (1704-1750)                                           | Francisco Javier Pacheco Téllez-Girón, vi duque de Uceda (1704-1750)                                 | Francisco Javier Pacheco Téllez-Girón, vi duque de Uceda (1704-1750)                                 | Francisco Javier Pacheco Téllez-Girón, vi duque de Uceda (1704-1750)                                 | Francisco Javier Pacheco Téllez-Girón, vi duque de Uceda (1704-1750)                                 | Francisco Javier Pacheco Téllez-Girón, vi duque de Uceda (1704-1750)                                 |  |  |                                                                   |                                                                   |                                                                   |                                                                   |                                                                   |                                                                   |  |  |  |  |  |  |  |  |  |  |  |  |  |  |  |  |
| María Ana López Pacheco, xii condesa de Oropesa (1729-1768) | María Ana López Pacheco, xii condesa de Oropesa (1729-1768)                                | María Ana López Pacheco, xii condesa de Oropesa (1729-1768)                                | María Ana López Pacheco, xii condesa de Oropesa (1729-1768)                                | María Ana López Pacheco, xii condesa de Oropesa (1729-1768)                                | María Ana López Pacheco, xii condesa de Oropesa (1729-1768)                                |  |  | | | | | | |  |  | | | | | | |  |  | Francisco Javier Pacheco Téllez-Girón, vi duque de Uceda (1704-1750)                                           | Francisco Javier Pacheco Téllez-Girón, vi duque de Uceda (1704-1750)                                 | Francisco Javier Pacheco Téllez-Girón, vi duque de Uceda (1704-1750)                                 | Francisco Javier Pacheco Téllez-Girón, vi duque de Uceda (1704-1750)                                 | Francisco Javier Pacheco Téllez-Girón, vi duque de Uceda (1704-1750)                                 | Francisco Javier Pacheco Téllez-Girón, vi duque de Uceda (1704-1750)                                 |  |  |                                                                   |                                                                   |                                                                   |                                                                   |                                                                   |                                                                   |  |  |  |  |  |  |  |  |  |  |  |  |  |  |  |  |
| |                                                                                            |                                                                                            |                                                                                            |                                                                                            |                                                                                            |  |  | | | | | | |  |  | | | | | | |  |  | Andrés Pacheco Téllez-Girón, vii duque de Uceda (1728-1789)                                                    | | | | | |  |  |                                                                   |                                                                   |                                                                   |                                                                   |                                                                   |                                                                   |  |  |  |  |  |  |  |  |  |  |  |  |  |  |  |  |
| |                                                                                            |                                                                                            |                                                                                            |                                                                                            |                                                                                            |  |  | | | | | | |  |  | | | | | | |  |  | | | | | | |  |  |                                                                   |                                                                   |                                                                   |                                                                   |                                                                   |                                                                   |  |  |  |  |  |  |  |  |  |  |  |  |  |  |  |  |
| |                                                                                            |                                                                                            |                                                                                            |                                                                                            |                                                                                            |  |  | | | | | | |  |  | | | | | | |  |  | Diego Fernández de Velasco, xiii duque de Frías, xiii marqués de Villena, xiii duque de Escalona (1754-1811)   | | | | | |  |  |                                                                   |                                                                   |                                                                   |                                                                   |                                                                   |                                                                   |  |  |  |  |  |  |  |  |  |  |  |  |  |  |  |  |
| |                                                                                            |                                                                                            |                                                                                            |                                                                                            |                                                                                            |  |  | | | | | | |  |  | | | | | | |  |  | | | | | | |  |  |                                                                   |                                                                   |                                                                   |                                                                   |                                                                   |                                                                   |  |  |  |  |  |  |  |  |  |  |  |  |  |  |  |  |
| |                                                                                            |                                                                                            |                                                                                            |                                                                                            |                                                                                            |  |  | | | | | | |  |  | | | | | | |  |  | Bernardino Fernández de Velasco, xiv duque de Frías, xiv duque de Escalona, xiv marqués de Villena (1783-1851) | | | | | |  |  |                                                                   |                                                                   |                                                                   |                                                                   |                                                                   |                                                                   |  |  |  |  |  |  |  |  |  |  |  |  |  |  |  |  |
| |                                                                                            |                                                                                            |                                                                                            |                                                                                            |                                                                                            |  |  | | | | | | |  |  | | | | | | |  |  | | | | | | |  |  |                                                                   |                                                                   |                                                                   |                                                                   |                                                                   |                                                                   |  |  |  |  |  |  |  |  |  |  |  |  |  |  |  |  |
| |                                                                                            |                                                                                            |                                                                                            |                                                                                            |                                                                                            |  |  | | | | | | |  |  | | | | | | |  |  | | | | | | |  |  |                                                                   |                                                                   |                                                                   |                                                                   |                                                                   |                                                                   |  |  |  |  |  |  |  |  |  |  |  |  |  |  |  |  |
| |                                                                                            |                                                                                            |                                                                                            |                                                                                            |                                                                                            |  |  | | | | | | |  |  | Bernardina Fernández de Velasco, x duquesa de Uceda (1815-1869)                                             | Bernardina Fernández de Velasco, x duquesa de Uceda (1815-1869)                                             | Bernardina Fernández de Velasco, x duquesa de Uceda (1815-1869)                                             | Bernardina Fernández de Velasco, x duquesa de Uceda (1815-1869)                                             | Bernardina Fernández de Velasco, x duquesa de Uceda (1815-1869)                                             | Bernardina Fernández de Velasco, x duquesa de Uceda (1815-1869)                                             |  |  | José María Fernández de Velasco, xv duque de Frías (1836-1888)                                                 | José María Fernández de Velasco, xv duque de Frías (1836-1888)                                       | José María Fernández de Velasco, xv duque de Frías (1836-1888)                                       | José María Fernández de Velasco, xv duque de Frías (1836-1888)                                       | José María Fernández de Velasco, xv duque de Frías (1836-1888)                                       | José María Fernández de Velasco, xv duque de Frías (1836-1888)                                       |  |  |                                                                   |                                                                   |                                                                   |                                                                   |                                                                   |                                                                   |  |  |  |  |  |  |  |  |  |  |  |  |  |  |  |  |
| |                                                                                            |                                                                                            |                                                                                            |                                                                                            |                                                                                            |  |  | | | | | | |  |  | Bernardina Fernández de Velasco, x duquesa de Uceda (1815-1869)                                             | Bernardina Fernández de Velasco, x duquesa de Uceda (1815-1869)                                             | Bernardina Fernández de Velasco, x duquesa de Uceda (1815-1869)                                             | Bernardina Fernández de Velasco, x duquesa de Uceda (1815-1869)                                             | Bernardina Fernández de Velasco, x duquesa de Uceda (1815-1869)                                             | Bernardina Fernández de Velasco, x duquesa de Uceda (1815-1869)                                             |  |  | José María Fernández de Velasco, xv duque de Frías (1836-1888)                                                 | José María Fernández de Velasco, xv duque de Frías (1836-1888)                                       | José María Fernández de Velasco, xv duque de Frías (1836-1888)                                       | José María Fernández de Velasco, xv duque de Frías (1836-1888)                                       | José María Fernández de Velasco, xv duque de Frías (1836-1888)                                       | José María Fernández de Velasco, xv duque de Frías (1836-1888)                                       |  |  |                                                                   |                                                                   |                                                                   |                                                                   |                                                                   |                                                                   |  |  |  |  |  |  |  |  |  |  |  |  |  |  |  |  |
| |                                                                                            |                                                                                            |                                                                                            |                                                                                            |                                                                                            |  |  | | | | | | |  |  | | | | | | |  |  | | | | | | |  |  |                                                                   |                                                                   |                                                                   |                                                                   |                                                                   |                                                                   |  |  |  |  |  |  |  |  |  |  |  |  |  |  |  |  |
| |                                                                                            |                                                                                            |                                                                                            |                                                                                            |                                                                                            |  |  | | | | | | |  |  | Francisco de Borja Téllez-Girón, xi duque de Uceda, xv duque de Escalona, xv marqués de Villena (1839-1897) | Francisco de Borja Téllez-Girón, xi duque de Uceda, xv duque de Escalona, xv marqués de Villena (1839-1897) | Francisco de Borja Téllez-Girón, xi duque de Uceda, xv duque de Escalona, xv marqués de Villena (1839-1897) | Francisco de Borja Téllez-Girón, xi duque de Uceda, xv duque de Escalona, xv marqués de Villena (1839-1897) | Francisco de Borja Téllez-Girón, xi duque de Uceda, xv duque de Escalona, xv marqués de Villena (1839-1897) | Francisco de Borja Téllez-Girón, xi duque de Uceda, xv duque de Escalona, xv marqués de Villena (1839-1897) |  |  | Bernardino Fernández de Velasco, xvi duque de Frías (1866-1916)                                                | Bernardino Fernández de Velasco, xvi duque de Frías (1866-1916)                                      | Bernardino Fernández de Velasco, xvi duque de Frías (1866-1916)                                      | Bernardino Fernández de Velasco, xvi duque de Frías (1866-1916)                                      | Bernardino Fernández de Velasco, xvi duque de Frías (1866-1916)                                      | Bernardino Fernández de Velasco, xvi duque de Frías (1866-1916)                                      |  |  | Guillermo Fernández de Velasco, xvii duque de Frías (1870-1937)   | Guillermo Fernández de Velasco, xvii duque de Frías (1870-1937)   | Guillermo Fernández de Velasco, xvii duque de Frías (1870-1937)   | Guillermo Fernández de Velasco, xvii duque de Frías (1870-1937)   | Guillermo Fernández de Velasco, xvii duque de Frías (1870-1937)   | Guillermo Fernández de Velasco, xvii duque de Frías (1870-1937)   |  |  |  |  |  |  |  |  |  |  |  |  |  |  |  |  |
| |                                                                                            |                                                                                            |                                                                                            |                                                                                            |                                                                                            |  |  | | | | | | |  |  | Francisco de Borja Téllez-Girón, xi duque de Uceda, xv duque de Escalona, xv marqués de Villena (1839-1897) | Francisco de Borja Téllez-Girón, xi duque de Uceda, xv duque de Escalona, xv marqués de Villena (1839-1897) | Francisco de Borja Téllez-Girón, xi duque de Uceda, xv duque de Escalona, xv marqués de Villena (1839-1897) | Francisco de Borja Téllez-Girón, xi duque de Uceda, xv duque de Escalona, xv marqués de Villena (1839-1897) | Francisco de Borja Téllez-Girón, xi duque de Uceda, xv duque de Escalona, xv marqués de Villena (1839-1897) | Francisco de Borja Téllez-Girón, xi duque de Uceda, xv duque de Escalona, xv marqués de Villena (1839-1897) |  |  | Bernardino Fernández de Velasco, xvi duque de Frías (1866-1916)                                                | Bernardino Fernández de Velasco, xvi duque de Frías (1866-1916)                                      | Bernardino Fernández de Velasco, xvi duque de Frías (1866-1916)                                      | Bernardino Fernández de Velasco, xvi duque de Frías (1866-1916)                                      | Bernardino Fernández de Velasco, xvi duque de Frías (1866-1916)                                      | Bernardino Fernández de Velasco, xvi duque de Frías (1866-1916)                                      |  |  | Guillermo Fernández de Velasco, xvii duque de Frías (1870-1937)   | Guillermo Fernández de Velasco, xvii duque de Frías (1870-1937)   | Guillermo Fernández de Velasco, xvii duque de Frías (1870-1937)   | Guillermo Fernández de Velasco, xvii duque de Frías (1870-1937)   | Guillermo Fernández de Velasco, xvii duque de Frías (1870-1937)   | Guillermo Fernández de Velasco, xvii duque de Frías (1870-1937)   |  |  |  |  |  |  |  |  |  |  |  |  |  |  |  |  |
| |                                                                                            |                                                                                            |                                                                                            |                                                                                            |                                                                                            |  |  | | | | | | |  |  | | | | | | |  |  | | | | | | |  |  |                                                                   |                                                                   |                                                                   |                                                                   |                                                                   |                                                                   |  |  |  |  |  |  |  |  |  |  |  |  |  |  |  |  |
| |                                                                                            |                                                                                            |                                                                                            |                                                                                            |                                                                                            |  |  | Ángela María Téllez-Girón, duquesa de Almenara Alta (1879-1921)                                                                 | Ángela María Téllez-Girón, duquesa de Almenara Alta (1879-1921)                                                                 | Ángela María Téllez-Girón, duquesa de Almenara Alta (1879-1921)                                                                 | Ángela María Téllez-Girón, duquesa de Almenara Alta (1879-1921)                                                                 | Ángela María Téllez-Girón, duquesa de Almenara Alta (1879-1921)                                                                 | Ángela María Téllez-Girón, duquesa de Almenara Alta (1879-1921)                                                                 |  |  | Mariano Téllez-Girón, xv duque de Osuna, xvi duque de Escalona, xvi marqués de Villena (1887-1931)          | Mariano Téllez-Girón, xv duque de Osuna, xvi duque de Escalona, xvi marqués de Villena (1887-1931)          | Mariano Téllez-Girón, xv duque de Osuna, xvi duque de Escalona, xvi marqués de Villena (1887-1931)          | Mariano Téllez-Girón, xv duque de Osuna, xvi duque de Escalona, xvi marqués de Villena (1887-1931)          | Mariano Téllez-Girón, xv duque de Osuna, xvi duque de Escalona, xvi marqués de Villena (1887-1931)          | Mariano Téllez-Girón, xv duque de Osuna, xvi duque de Escalona, xvi marqués de Villena (1887-1931)          |  |  | | | | | | |  |  | José María Fernández de Velasco, xviii duque de Frías (1910-1986) | José María Fernández de Velasco, xviii duque de Frías (1910-1986) | José María Fernández de Velasco, xviii duque de Frías (1910-1986) | José María Fernández de Velasco, xviii duque de Frías (1910-1986) | José María Fernández de Velasco, xviii duque de Frías (1910-1986) | José María Fernández de Velasco, xviii duque de Frías (1910-1986) |  |  |  |  |  |  |  |  |  |  |  |  |  |  |  |  |
| |                                                                                            |                                                                                            |                                                                                            |                                                                                            |                                                                                            |  |  | Ángela María Téllez-Girón, duquesa de Almenara Alta (1879-1921)                                                                 | Ángela María Téllez-Girón, duquesa de Almenara Alta (1879-1921)                                                                 | Ángela María Téllez-Girón, duquesa de Almenara Alta (1879-1921)                                                                 | Ángela María Téllez-Girón, duquesa de Almenara Alta (1879-1921)                                                                 | Ángela María Téllez-Girón, duquesa de Almenara Alta (1879-1921)                                                                 | Ángela María Téllez-Girón, duquesa de Almenara Alta (1879-1921)                                                                 |  |  | Mariano Téllez-Girón, xv duque de Osuna, xvi duque de Escalona, xvi marqués de Villena (1887-1931)          | Mariano Téllez-Girón, xv duque de Osuna, xvi duque de Escalona, xvi marqués de Villena (1887-1931)          | Mariano Téllez-Girón, xv duque de Osuna, xvi duque de Escalona, xvi marqués de Villena (1887-1931)          | Mariano Téllez-Girón, xv duque de Osuna, xvi duque de Escalona, xvi marqués de Villena (1887-1931)          | Mariano Téllez-Girón, xv duque de Osuna, xvi duque de Escalona, xvi marqués de Villena (1887-1931)          | Mariano Téllez-Girón, xv duque de Osuna, xvi duque de Escalona, xvi marqués de Villena (1887-1931)          |  |  | | | | | | |  |  | José María Fernández de Velasco, xviii duque de Frías (1910-1986) | José María Fernández de Velasco, xviii duque de Frías (1910-1986) | José María Fernández de Velasco, xviii duque de Frías (1910-1986) | José María Fernández de Velasco, xviii duque de Frías (1910-1986) | José María Fernández de Velasco, xviii duque de Frías (1910-1986) | José María Fernández de Velasco, xviii duque de Frías (1910-1986) |  |  |  |  |  |  |  |  |  |  |  |  |  |  |  |  |
| |                                                                                            |                                                                                            |                                                                                            |                                                                                            |                                                                                            |  |  | Francisco de Borja de Martorell, vii duque de Almenara Alta, xvii duque de Escalona, xvii marqués de Villena (1898-1940)        | Francisco de Borja de Martorell, vii duque de Almenara Alta, xvii duque de Escalona, xvii marqués de Villena (1898-1940)        | Francisco de Borja de Martorell, vii duque de Almenara Alta, xvii duque de Escalona, xvii marqués de Villena (1898-1940)        | Francisco de Borja de Martorell, vii duque de Almenara Alta, xvii duque de Escalona, xvii marqués de Villena (1898-1940)        | Francisco de Borja de Martorell, vii duque de Almenara Alta, xvii duque de Escalona, xvii marqués de Villena (1898-1940)        | Francisco de Borja de Martorell, vii duque de Almenara Alta, xvii duque de Escalona, xvii marqués de Villena (1898-1940)        |  |  | Ángela María Téllez-Girón, xvi duquesa de Osuna, xix duquesa de Escalona, xix marquesa de Villena (n. 1925) | Ángela María Téllez-Girón, xvi duquesa de Osuna, xix duquesa de Escalona, xix marquesa de Villena (n. 1925) | Ángela María Téllez-Girón, xvi duquesa de Osuna, xix duquesa de Escalona, xix marquesa de Villena (n. 1925) | Ángela María Téllez-Girón, xvi duquesa de Osuna, xix duquesa de Escalona, xix marquesa de Villena (n. 1925) | Ángela María Téllez-Girón, xvi duquesa de Osuna, xix duquesa de Escalona, xix marquesa de Villena (n. 1925) | Ángela María Téllez-Girón, xvi duquesa de Osuna, xix duquesa de Escalona, xix marquesa de Villena (n. 1925) |  |  | | | | | | |  |  |                                                                   |                                                                   |                                                                   |                                                                   |                                                                   |                                                                   |  |  |  |  |  |  |  |  |  |  |  |  |  |  |  |  |
| |                                                                                            |                                                                                            |                                                                                            |                                                                                            |                                                                                            |  |  | Francisco de Borja de Martorell, vii duque de Almenara Alta, xvii duque de Escalona, xvii marqués de Villena (1898-1940)        | Francisco de Borja de Martorell, vii duque de Almenara Alta, xvii duque de Escalona, xvii marqués de Villena (1898-1940)        | Francisco de Borja de Martorell, vii duque de Almenara Alta, xvii duque de Escalona, xvii marqués de Villena (1898-1940)        | Francisco de Borja de Martorell, vii duque de Almenara Alta, xvii duque de Escalona, xvii marqués de Villena (1898-1940)        | Francisco de Borja de Martorell, vii duque de Almenara Alta, xvii duque de Escalona, xvii marqués de Villena (1898-1940)        | Francisco de Borja de Martorell, vii duque de Almenara Alta, xvii duque de Escalona, xvii marqués de Villena (1898-1940)        |  |  | Ángela María Téllez-Girón, xvi duquesa de Osuna, xix duquesa de Escalona, xix marquesa de Villena (n. 1925) | Ángela María Téllez-Girón, xvi duquesa de Osuna, xix duquesa de Escalona, xix marquesa de Villena (n. 1925) | Ángela María Téllez-Girón, xvi duquesa de Osuna, xix duquesa de Escalona, xix marquesa de Villena (n. 1925) | Ángela María Téllez-Girón, xvi duquesa de Osuna, xix duquesa de Escalona, xix marquesa de Villena (n. 1925) | Ángela María Téllez-Girón, xvi duquesa de Osuna, xix duquesa de Escalona, xix marquesa de Villena (n. 1925) | Ángela María Téllez-Girón, xvi duquesa de Osuna, xix duquesa de Escalona, xix marquesa de Villena (n. 1925) |  |  | | | | | | |  |  |                                                                   |                                                                   |                                                                   |                                                                   |                                                                   |                                                                   |  |  |  |  |  |  |  |  |  |  |  |  |  |  |  |  |
| |                                                                                            |                                                                                            |                                                                                            |                                                                                            |                                                                                            |  |  | María de la Soledad de Martorell, viii duquesa de Almenara Alta, xviii duquesa de Escalona, xviii marquesa de Villena (n. 1924) | María de la Soledad de Martorell, viii duquesa de Almenara Alta, xviii duquesa de Escalona, xviii marquesa de Villena (n. 1924) | María de la Soledad de Martorell, viii duquesa de Almenara Alta, xviii duquesa de Escalona, xviii marquesa de Villena (n. 1924) | María de la Soledad de Martorell, viii duquesa de Almenara Alta, xviii duquesa de Escalona, xviii marquesa de Villena (n. 1924) | María de la Soledad de Martorell, viii duquesa de Almenara Alta, xviii duquesa de Escalona, xviii marquesa de Villena (n. 1924) | María de la Soledad de Martorell, viii duquesa de Almenara Alta, xviii duquesa de Escalona, xviii marquesa de Villena (n. 1924) |  |  | Ángela María de Solís-Beaumont, xvii duquesa de Arcos (n. 1950) Con sucesión en la casa de Osuna.           | Ángela María de Solís-Beaumont, xvii duquesa de Arcos (n. 1950) Con sucesión en la casa de Osuna.           | Ángela María de Solís-Beaumont, xvii duquesa de Arcos (n. 1950) Con sucesión en la casa de Osuna.           | Ángela María de Solís-Beaumont, xvii duquesa de Arcos (n. 1950) Con sucesión en la casa de Osuna.           | Ángela María de Solís-Beaumont, xvii duquesa de Arcos (n. 1950) Con sucesión en la casa de Osuna.           | Ángela María de Solís-Beaumont, xvii duquesa de Arcos (n. 1950) Con sucesión en la casa de Osuna.           |  |  | | | | | | |  |  |                                                                   |                                                                   |                                                                   |                                                                   |                                                                   |                                                                   |  |  |  |  |  |  |  |  |  |  |  |  |  |  |  |  |
| |                                                                                            |                                                                                            |                                                                                            |                                                                                            |                                                                                            |  |  | María de la Soledad de Martorell, viii duquesa de Almenara Alta, xviii duquesa de Escalona, xviii marquesa de Villena (n. 1924) | María de la Soledad de Martorell, viii duquesa de Almenara Alta, xviii duquesa de Escalona, xviii marquesa de Villena (n. 1924) | María de la Soledad de Martorell, viii duquesa de Almenara Alta, xviii duquesa de Escalona, xviii marquesa de Villena (n. 1924) | María de la Soledad de Martorell, viii duquesa de Almenara Alta, xviii duquesa de Escalona, xviii marquesa de Villena (n. 1924) | María de la Soledad de Martorell, viii duquesa de Almenara Alta, xviii duquesa de Escalona, xviii marquesa de Villena (n. 1924) | María de la Soledad de Martorell, viii duquesa de Almenara Alta, xviii duquesa de Escalona, xviii marquesa de Villena (n. 1924) |  |  | Ángela María de Solís-Beaumont, xvii duquesa de Arcos (n. 1950) Con sucesión en la casa de Osuna.           | Ángela María de Solís-Beaumont, xvii duquesa de Arcos (n. 1950) Con sucesión en la casa de Osuna.           | Ángela María de Solís-Beaumont, xvii duquesa de Arcos (n. 1950) Con sucesión en la casa de Osuna.           | Ángela María de Solís-Beaumont, xvii duquesa de Arcos (n. 1950) Con sucesión en la casa de Osuna.           | Ángela María de Solís-Beaumont, xvii duquesa de Arcos (n. 1950) Con sucesión en la casa de Osuna.           | Ángela María de Solís-Beaumont, xvii duquesa de Arcos (n. 1950) Con sucesión en la casa de Osuna.           |  |  | | | | | | |  |  |                                                                   |                                                                   |                                                                   |                                                                   |                                                                   |                                                                   |  |  |  |  |  |  |  |  |  |  |  |  |  |  |  |  |
| |                                                                                            |                                                                                            |                                                                                            |                                                                                            |                                                                                            |  |  | Francisco de Borja de Soto, xx duque de Escalona, xx marqués de Villena (1956-1997)                                             | | | | | |  |  | | | | | | |  |  | | | | | | |  |  |                                                                   |                                                                   |                                                                   |                                                                   |                                                                   |                                                                   |  |  |  |  |  |  |  |  |  |  |  |  |  |  |  |  |
| |                                                                                            |                                                                                            |                                                                                            |                                                                                            |                                                                                            |  |  | | | | | | |  |  | | | | | | |  |  | | | | | | |  |  |                                                                   |                                                                   |                                                                   |                                                                   |                                                                   |                                                                   |  |  |  |  |  |  |  |  |  |  |  |  |  |  |  |  |
| |                                                                                            |                                                                                            |                                                                                            |                                                                                            |                                                                                            |  |  | Francisco de Borja de Soto, xix duque de Frías, xxi duque de Escalona, xxi marqués de Villena (n. 1985)                         | | | | | |  |  | | | | | | |  |  | | | | | | |  |  |                                                                   |                                                                   |                                                                   |                                                                   |                                                                   |                                                                   |  |  |  |  |  |  |  |  |  |  |  |  |  |  |  |  |

## Historia de los duques de Escalona
- Juan Pacheco (1419-4 de octubre de 1474), I duque de Escalona,[1][2] y I marqués de Villena,[2].[2] Uno de los hombres más poderosos en la corte de Castilla bajo los reinados de Enrique IV e Isabel la Católica. Hermano de Pedro Girón, maestre de la Orden de Calatrava y origen de los Osuna. Recibe del rey Enrique IV el marquesado de Villena en 1445 y el ducado de Escalona en 1472. Su tercer hijo es Alonso Téllez-Girón, I señor de la Puebla de Montalbán, de cuya descendencia vendrá el XIII duque de Escalona, Diego Fernández de Velasco.

Casó en primeras nupcias el 27 de septiembre de 1435 con Juana de Luna, matrimonio anulado en 1442.  Contrajo un segundo matrimonio en 1442 con María Portocarrero y Enríquez, VII señora de Moguer. Casó en terceras nupcias en 1472 con María Fernández de Velasco y Mendoza. Le sucedió su hijo primogénito del segundo matrimonio:
- Diego López Pacheco (1456-26 de noviembre de 1529), II duque de Escalona[1] y II marqués de Villena.[3]

Casó en primeras nupcias en 1469 con Juana de Luna (m. 1480), III condesa de San Esteban de Gormaz. Casó en segundas nupcias en 1484 con Juana Enríquez y Velasco, hija de Alfonso Enríquez, conde de Melgar. Sucedió su hijo del segundo matrimonio:
- Diego López Pacheco y Enríquez (1503-7 de febrero de 1556), III duque de Escalona,[1] III marqués de Villena,[3] VI conde de San Esteban de Gormaz, señor de Belmonte, mayordomo mayor del rey Enrique IV, capitán general de Andalucía y de la frontera de Granada y caballero de la Orden del Toisón de Oro.[3]

Casó con Luisa de Cabrera y Bobadilla, III marquesa de la Moya. Sucedió su hijo:
- Francisco López Pacheco y Cabrera (1532-1574), IV duque de Escalona,[1] IV marqués de Villena, IV marqués de Moya y VII conde de San Esteban de Gormaz.[4]

Contrajo matrimonio con Juana Álvarez de Toledo, hija de Fernando Álvarez de Toledo, IV conde de Oropesa, a quien le sucedió su primogénito:
- Juan Gaspar Fernández Pacheco y Álvarez de Toledo (1563-5 de mayo de 1615),  V duque de Escalona,[1] V marqués de Villena, V marqués de Moya y VIII conde de San Esteban de Gormaz.[4]

Casó con Serafina de Braganza, hija de Juan de Portugal Pereira y Castro, VI duque de Braganza, y de Catalina de Portgugal, infanta de Portugal. Dos de sus hijos suceden a su padre en sus títulos. El primero fue:
- Felipe Baltasar Fernández Pacheco (1596-30 de diciembre de 1632), VI duque de Escalona,[1] VI marqués de Villena, VI marqués de Moya y IX conde de San Esteban de Gormaz.[4]

Casó con Catalina de Zúñiga y Sandoval, hija de Diego de Zúñiga II duque de Peñaranda de cuyo matrimonio no hay descendencia. Le sucede su hermano:
- Diego López Pacheco (1599-1653), VII duque de Escalona,[1] VII marqués de Villena, IX marqués de Moya (sucede a su hijo del primer matrimonio), X conde de San Esteban de Gormaz, gobernador y virrey de Nueva España, virrey de Navarra, capitán general de Castilla-La Mancha y caballero de la Orden del Toisón de Oro.[4]

Casó en primeras nupcias con su prima hermana, Luisa Bernarda de Cabrera y Bobadilla, VII marquesa de Moya, y en segundas nupcias con Juana de Zúñiga y Mendoza, hija de Francisco Diego López de Zúñiga-Sotomayor y Mendoza, VII duque de Béjar. De su primer matrimonio nació un hijo, José Isidro López Pacheco y Cabrera Bobadilla, que falleció en 1643 sin descendencia, y que fue el VIII marqués de Moya y el XI conde de San Esteban de Gormaz. Sucedió su hijo del segundo matrimonio:
- Juan Manuel Fernández López Pacheco (1648-1725), VIII duque de Escalona,[1] VIII marqués de Villena, X marqués de Moya, XII conde de San Esteban de Gormaz y caballero del Toisón de Oro.[4]

Casó en 1674 con María Josefa de Benavides Manrique y Silva, VI marquesa de la Eliseda. Le sucede su hijo:
- Mercurio López Pacheco (1679-7 de julio de 1738) IX duque de Escalona,[1] IX marqués de Villena, XII marqués de Aguilar de Campoo, VII marqués de la Eliseda y XIII conde de San Esteban de Gormaz.[6]

Casó en primeras nupcias con su sobrina, Petronila Antonia de Silva y Mendoza, hija de José María de Silva I marqués de Melgar, con la que no tiene descendencia. Contrajo un segundo matrimonio con María Catalina Teresa de Moscoso Osorio y Benavides, hija de Luis de Moscoso Osorio, VI  marqués de Almazán. Sucedió su hijo del segundo matrimonio:
- Andrés López-Pacheco y Osorio de Moscoso (1710-27 de junio de 1746), X duque de Escalona,[1] X marqués de Villena, XIII marqués de Aguilar de Campoo, XVII conde de Castañeda, XVI conde de San Esteban de Gormaz y VIII marqués de la Eliseda.[6]

Casó en primeras nupcias el 27 de octubre de 1727, en Madrid, con Ana María de Toledo Portugal Monroy y Ayala, XI condesa de Oropesa. Contrajo un segundo matrimonio el 16 de julio de 1731, en Madrid, con Isabel María Pacheco y Téllez-Girón, sin descendencia de este matrimonio. Su hija primogénita del primer matrimonio, María Ana Catalina López Pacheco Toledo y Portugal, XIV marquesa de Aguilar de Campoo, grande de España, casó con su tío, Juan Pablo López Pacheco y Moscoso quien, después de pleitear y casar con su sobrina, sucedió en los otros títulos:
- Juan Pablo López-Pacheco y Moscoso (Madrid, 1716-Madrid, 27 de abril de 1751), XI duque de Escalona,[6] XI marqués de Villena, señor de Belmonte y de Garganta la Olla, coronel del regimiento real de infantería de la reina, teniente general de los reales ejércitos, caballero de San Genaro de Nápoles, comendador de Alcuesta en la Orden de Santiago, director perpetuo de la Real Academia Española y gentilhombre de los reyes Felipe V y Fernando VI de España.[6]

Casó con su sobrina, María Ana Catalina López Pacheco Toledo y Portugal (1727-1768), XIV marquesa de Aguilar de Campoo, VIII marquesa de Frechilla, VIII marquesa de la Eliseda, XVII condesa de Castañeda, XI condesa de Alcaudete y XIII condesa de San Esteban de Gormaz. Sin descendencia, sucedió su primo carnal:
- Felipe López-Pacheco y de la Cueva (1727-24 de julio de 1798), XII duque de Escalona,[1] XII marqués de Villena, XVI marqués de Aguilar de Campoo, XI marqués de la Eliseda, XX conde de Castañeda, XIII marqués de Moya, XVII conde de San Esteban de Gormaz, V conde de Villanova, XV marqués de Villanueva del Fresno y Barcarrota, comendador de la Orden de Santiago, VII marqués de Bedmar y caballero del Toisón de Oro.[8] Era hijo de Mariano López Pacheco Cabrera y Bobadilla, XIII marqués de Moya, —hijo del VIII marqués de Villena—, y de su esposa María Francisca de la Cueva y Acuña, VI marquesa de Bedmar.[9]

Casó el 21 de febrero de 1750, en Madrid, con su sobrina, María Luisa Centurión Velasco y López de Ayala, , VIII marquesa de Estepa, con la que no tendrá hijos. Le sucede:
- Diego Fernández de Velasco (1754-1811), XIII duque de Escalona,[1] XIII marqués de Villena,[10] VIII duque de Uceda, XIII duque de Frías, V marqués de Menas Albas, X marqués de Frómista, VIII marqués de Belmonte,  XIII marqués de Berlanga, VII marqués de Toral, VI marqués de Cilleruelo, X marqués de Jarandilla, VIII conde de Pinto, VII marqués del Fresno, XI marqués de Frechilla y Villarramiel, X marqués del Villar de Grajanejos, XV conde de Haro, XVII conde de Castilnovo, XVIII conde de Alba de Liste, VII conde de la Puebla de Montalbán, X conde de Peñaranda de Bracamonte, XVIII conde de Luna, XVI conde de Fuensalida, IX conde de Colmenar, XV conde de Oropesa, XIV conde de Alcaudete, XIV conde de Deleytosa, conde de Salazar de Velasco.

Casó con Francisca de Paula de Benavides y Fernández de Córdoba, hija de Antonio de Benavides y de la Cueva II duque de Santisteban del Puerto, etc. Le sucedió su hijo:
- Bernardino Fernández de Velasco (1783-1851), XIV duque de Escalona,[1] XIV marqués de Villena,[10] IX duque de Uceda, XIV duque de Frías, VI marqués de Menas Albas, IX marqués de Belmonte, XI marqués de Frómista, IX marqués de Caracena, XIV marqués de Berlanga, VIII marqués de Toral, VII marqués de Cilleruelo, IX conde de Pinto, VIII marqués del Fresno, XIV marqués de Jarandilla, XII marqués de Frechilla y Villarramiel, XI marqués del Villar de Grajanejos, XVI conde de Haro, XVIII conde de Castilnovo, conde de Salazar de Velasco, XIX conde de Alba de Liste, VIII conde de la Puebla de Montalbán, XI conde de Peñaranda de Bracamonte, conde de Luna, XVII conde de Fuensalida, X conde de Colmenar, XVI conde de Oropesa, XV conde de Alcaudete, XIX conde de Deleytosa, conde de Villaflor.

Casó con María Ana Teresa de Silva Bazán y Waldstein, hija de José Joaquín de Silva-Bazán, IX marqués de Santa Cruz, X marqués del Viso, VII y último marqués de Bayona, VI marqués de Arcicóllar y conde de Pie de Concha. Sin descendientes de este matrimonio. Contrajo un segundo matrimonio con María de la Piedad Roca de Togores y Valcárcel, hija de Juan Nepomuceno Roca de Togores y Scorcia, I conde de Pinohermoso, XIII barón de Riudoms. Casó (en matrimonio desigual, post festam, legitimando la unión de hecho), con Ana Jaspe y Macías. Le sucedió su nieto, hijo de Bernardina María Fernández de Velasco Pacheco y Roca de Togores (1815-1869), su hija del segundo matrimonio, y de su esposo Tirso María Téllez-Girón y Fernández de Santillán, hijo de Pedro de Alcántara Téllez-Girón y Pimentel IX marqués de Jabalquinto y nieto del IX duque de Osuna:
- Francisco de Borja Téllez-Girón y Fernández de Velasco (1839-8 de agosto de 1897), XV marqués de Villena,[1] XV duque de Escalona, XI duque de Uceda, XX conde de Alba de Liste, IX conde de la Puebla de Montalbán, XI conde de Pinto, senador del reino por derecho propio, caballero de la Orden de Santiago, Gran Cruz de Carlos y gentilhombre de la cámara del rey Alfonso XII y de la reina regente de España.[10]

Casó, el 15 de octubre de 1867, con Ángela María de Constantinopla Fernández de Córdoba y Pérez de Barradas, hija de Luis Tomás de Villanueva Fernández de Córdoba Figueroa y Ponce de León, XV duque de Medinaceli. En 4 de abril de 1898, sucedió su hijo:
- Mariano Téllez-Girón y Fernández de Córdoba (1887-1931), XVI duque de Escalona,[1] XVII marqués de Villena,[11] XV duque de Osuna, XXI conde de Alba de Liste.

Casó el 10 de noviembre de 1921, en Sevilla, con Petra Duque de Estrada y Moreno (1900-1985), hija de Juan Antonio Duque de Estrada y Cabeza de Vaca, VIII marqués de Villapanés. En 29 de enero de 1931, le sucede el hijo de su hermana María de los Ángeles Téllez-Girón y Fernández de Córdoba y de su esposo Ricardo Martorell y Fivaller, VIII marqués de Paredes, V duque de Almenara Alta, V marqués de Albranca, diputado a cortes por Mahón en 1884, caballero de la Orden de Santiago y maestrante de Valencia.
- Francisco de Borja Martorell y Téllez-Girón (Madrid, 17 de junio de 1898-Paracuellos de Jarama, 30 de noviembre de 1936),[14] XVII duque de Escalona,[1][15] XVIII marqués de Villena,[16] XXII conde de Alba de Liste,  VII duque de Almenara Alta,[12] X marqués de Paredes,[14][16] XI marqués de Villel,[17] VII marqués de Albranca,[16] XV marqués de la Lapilla,[18] gentilhombre grande de España con ejercicio y servidumbre del rey Alfonso XIII.

Casó el 9 de mayo de 1923 con María de los Dolores Castillejo y Wall, hija de Juan Bautista Castillejo y Sánchez de Teruel, IV conde de Floridablanca, y de María de la Concepción Wall y Diego, VII condesa de Armíldez de Toledo. En 13 de julio de 1951, le sucedió su hija:
- María Soledad de Martorell y Castillejo (8 de julio de 1924-Madrid, 6 de agosto de 2022[19]), XVIII duquesa de Escalona,[1] XIX marquesa de Villena,[16] XI marquesa de Paredes[14] XIII marquesa de Villel,[17] VIII duquesa de Almenara Alta,[12] XII marquesa de Monesterio en 1951,[16] XVI marquesa de la Lapilla,[18] VIII marquesa de Albranca[16] y X condesa de Darnius.[16]

Casó en 1948 con Juan Pedro de Soto y Domecq (m. Madrid, 19 de agosto de 2004), caballero de la Real Maestranza de Caballería de Sevilla, hijo de Fernando de Soto y González de Aguilar Ponce de León, XII marqués de Arienzo, IV conde de Puerto Hermoso y XI marqués de Santaella, y de María del Carmen Domecq y Núñez de Villavicencio. En 26 de octubre de 1962 en ejecución de sentencia, sucedió su prima:
- Ángela María Téllez-Girón y Duque de Estrada (Pizarra, Málaga, 7 de febrero de 1925-Sevilla, 29 de mayo de 2015), XIX duquesa de Escalona,[1] XVIII marquesa de Berlanga,[22] XIV duquesa de Uceda, XVI marquesa de Villafranca del Bierzo, XX condesa de Ureña, XII marquesa de Jabalquinto, XX condesa-XVII duquesa de Benavente, XVI duquesa de Arcos, XIX duquesa de Gandía, XVIII marquesa de Lombay, XX duquesa de Medina de Rioseco, XVI condesa de Peñaranda de Bracamonte, XIII condesa de Pinto, XIII condesa de la Puebla de Montalbán, IX duquesa de Plasencia, XVII marquesa de Frechilla y Villarramiel, XX condesa de Oropesa, XIV marquesa de Toral, XXI condesa de Alcaudete, XIII marquesa de Belmonte, XVII condesa de Salazar de Velasco, XVII marquesa de Jarandilla, XIV marquesa de Villar de Grajanejos, XV marquesa de Frómista, XX condesa de Fuensalida, dama de la Real Maestranza de Caballería de Zaragoza y de la de Valencia, Gran Cruz de la Orden Constantiniana de San Jorge, de la Orden de Malta, de la Orden del Santo Cáliz de Valencia y de la Real Asociación de Hidalgos a Fuero de España.[23]

Casó en 1946 en primeras nupcias, en Espejo (Córdoba), con Pedro de Solís-Beaumont y Lasso de la Vega (1916-1959), caballero maestrante de Sevilla, y en segundas, en 1963, con José María de Latorre y Montalvo (1922-1991), VII marqués de Montemuzo, VIII marqués de Alcántara del Cuervo.. En 1 de febrero de 1971 en ejecución de sentencia, sucedió su sobrino:
- Francisco de Borja de Soto y Martorell (1956-1997), XX duque de Escalona,[1] XX marqués de Villena y XXIII conde de Alba de Liste.[16]

Casó con María de la Concepción Moreno Santa María y de la Serna. En  5 de mayo de 1998, sucedió su hijo:
- Francisco de Borja de Soto y Moreno-Santamaría (n. 1985), XXI duque de Escalona,[16] XXI marqués de Villena,[25] XXIII conde de Haro,[26] y XIX duque de Frías, con dos grandezas de España de clase inmemorial.

Casó con Carmen de la Mora y Alós(n 1985), escultora, hija de Germán de la Mora y Armada y de María del Carmen de Alós y Balderrábano, IV marquesa de Haro.